# Escultura de Albania

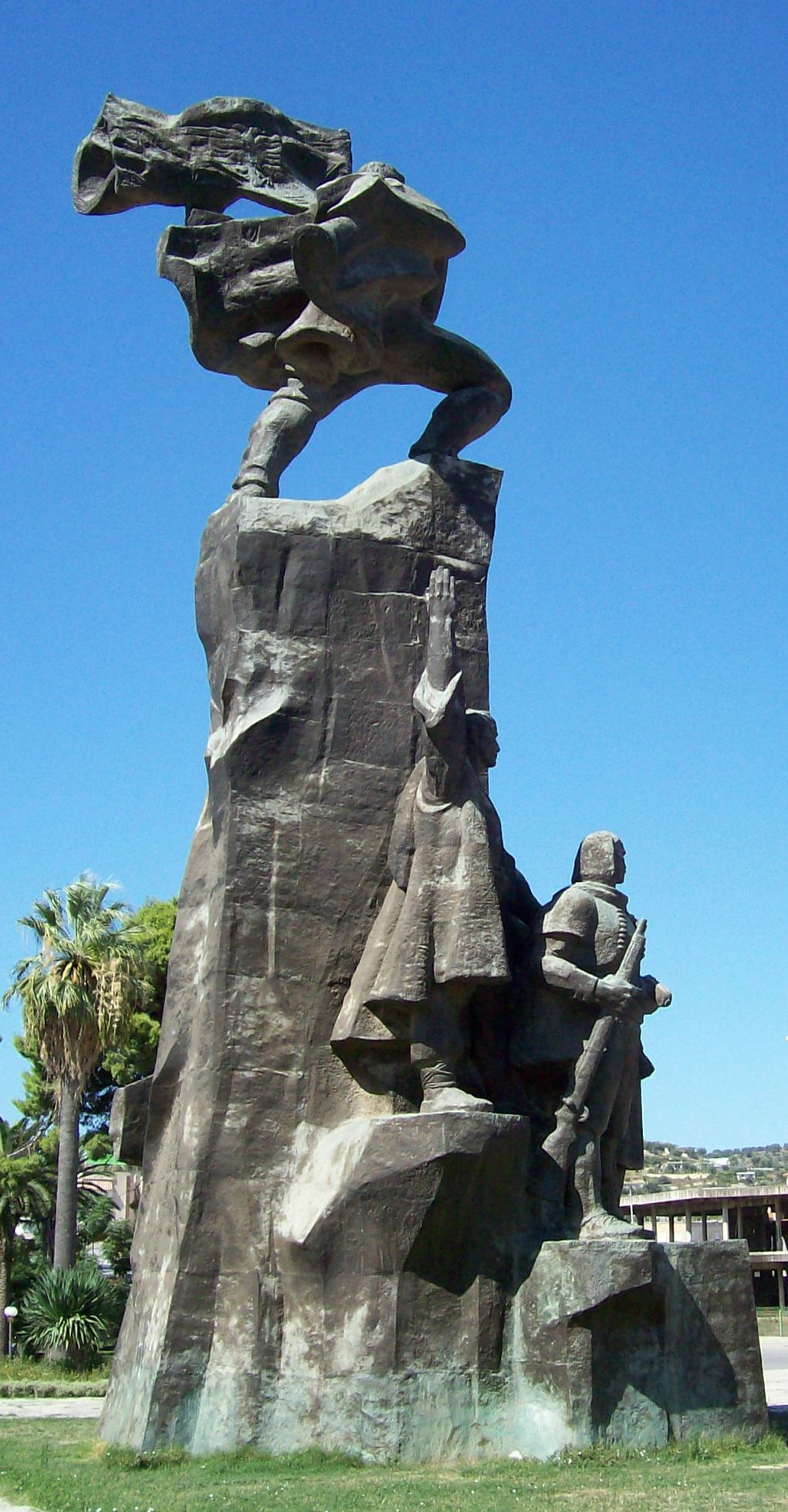
Monumento a la Independencia en Vlora.

La Escultura de Albania es toda manifestación artística en el terreno de la práctica escultórica, desde la prehistoria a nuestros días, realizada por los escultores de Albania, esculturas presentes en el territorio de Albania y esculturas fuera del país realizadas en Albania o por albaneses.
Existe una larga tradición escultórica en el territorio albanés. Desde la prehistoria existen indicios de la actividad artística, existiendo periodos de esplendor, como en la época clásica , y en el llamado renacimiento de la escultura albanesa, a finales del siglo XIX y todo el siglo XX.
Desde antes de la independencia del país , la escultura a soportado un alto valor simbólico del nacionalismo albanés. Las esculturas con el tema de Skanderbeg, se trocaron en pieza obligatoria en la Academia Albanesa de Bellas Artes a lo largo del siglo XX.
Con la llegada de la democracia, la caída de las esculturas del Enver Hoxha se ha convertido en un símbolo internacional.
La actividad creadora sigue siendo sobresaliente, tanto dentro del territorio albanés como en la labor de los escultores albaneses emigrados alrededor del mundo, una constante en la historia de la escultura albanesa.

## Escultura preclásica

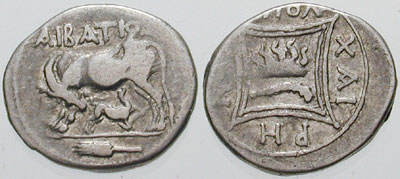
Moneda del sitio arqueológico de Apollonia.

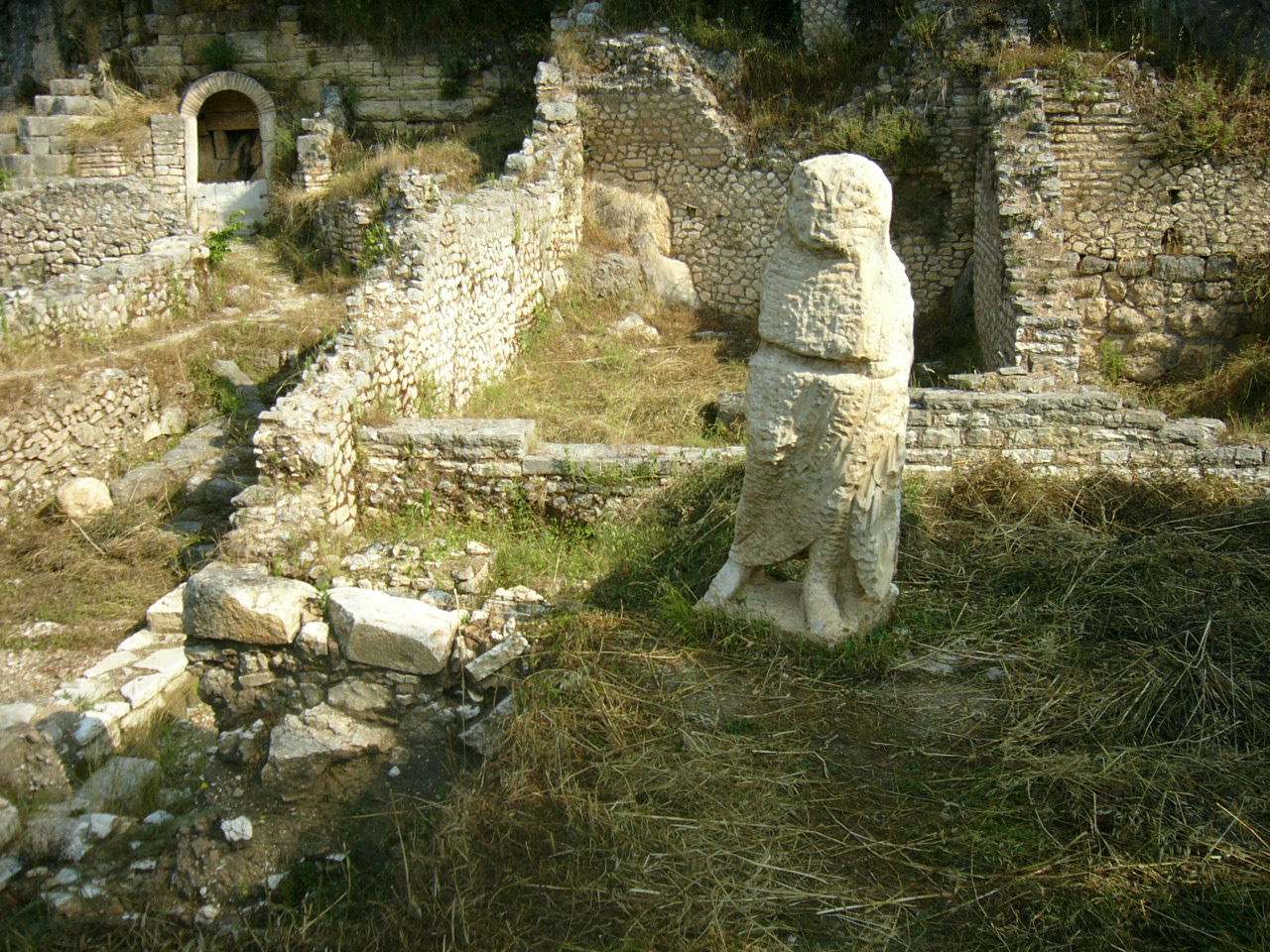
Escultura inacabada en el sitio arqueológico de Butrinto.

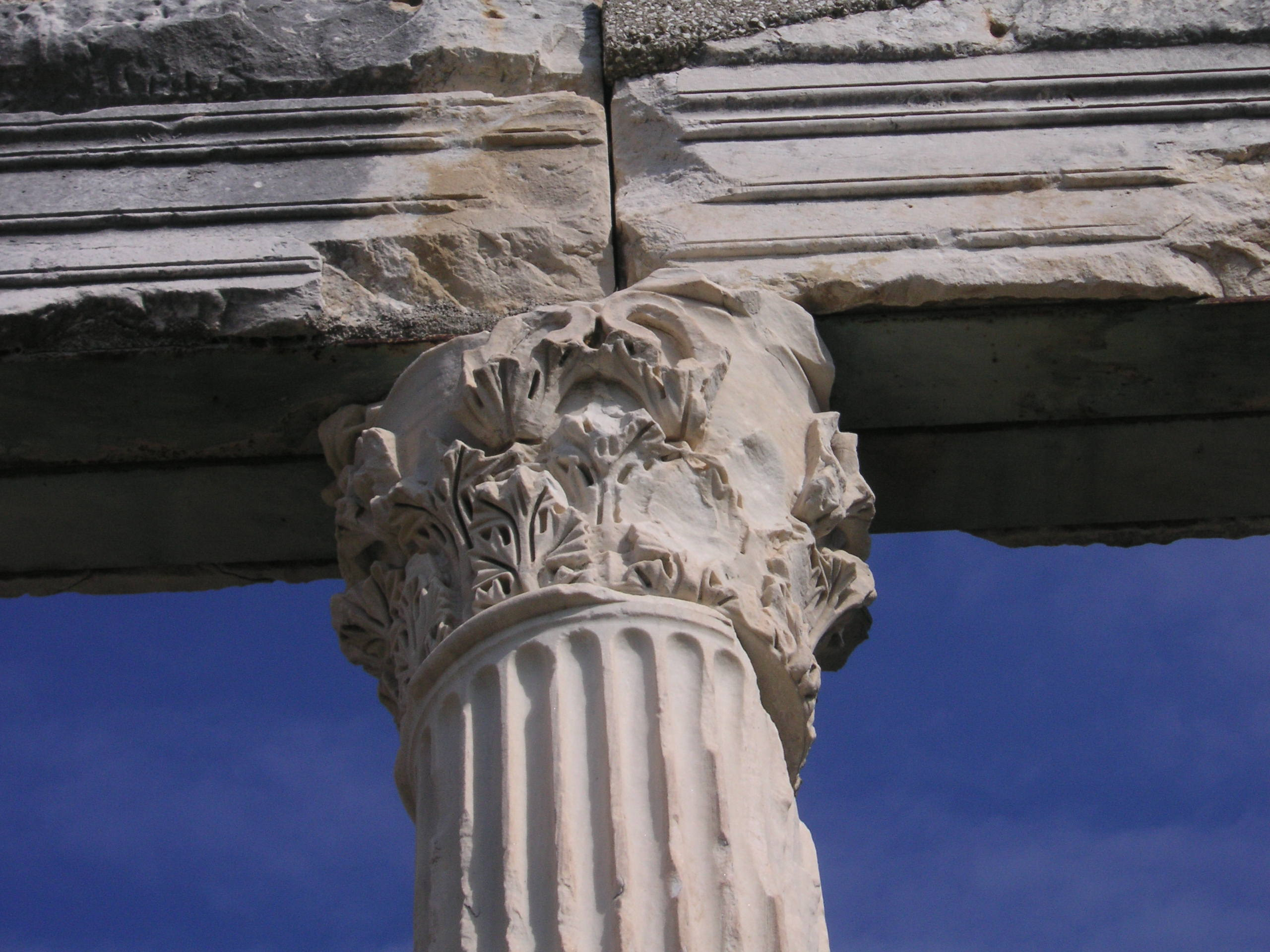
Capitel corintio en Apollonia, Fier.

Las primeras manifestaciones artísticas se producen durante el neolítico.
Los objetos producidos en este amplio periodo son simples, con una finalidad práctica, pero también dotados de un valor estético. Piezas de ornamento y decoración, pequeñas esculturas y otros elementos.
En las ciudades de Iliria se producen grandes esculturas , exentas de bulto redondo y relieves, fundamentalmente vinculados a la construcción de monumentos. Originalmente las esculturas fueron adquiriendo elementos de la escultura griega, especialmente de la tradición de Corinto y Córcira.
Muchos de estas piezas se conservan en los Museos Nacionales de Arqueología, el de Tirana fundado en 1948.

## Época clásica
Más tarde, en el siglo VI, además de conectar con la tradición helénica, las características del arte Ilirio adquiere unas características diferenciadas del resto del Arte helenístico.
Apolonia y Durrahu se convirtieron en importantes centros de arte en esos años, fruto del trabajo de los artesanos locales gdhendnin y skalisnin, es el surgimiento de un estilo especial, frente a las creaciones importadas de la civilización helénica.
En el Museo de Durrës, están expuestas varias esculturas sin terminar, que se encuentra en ese rango, siendo testimonio de los labrados en piedra que se hacen en la tierra albanesa.
También se detectaron trazas de talleres de cerámica en los principios de Apollonia y Durrës. Allí se producen muchos platos y jarrones de estilo antiguo de hermosa factura, que se conserva en los museos de Albania.
Este periodo ve la proliferación de muchas estatuas pequeñas de bronce y terracota, que representan los motivos y figuras seculares de los niños, pastores, etc.
Cabe nombrar de este periodo el acuñado de singulares monedas que aparecen en los distintos yacimientos arqueológicos del país. Estas de Apolonia , Durrës y Orik
Con la conquista romana la producción artística de la zona se resiente, hasta el momento en que los romanos adoptan las formas griegas. Todo este proceso se detecta sobre todo en la escultura.
En general siguieron el realismo típico de la época, pero perdura en parte la tradición clásica anterior, manteniéndose parte del espíritu individual de la región. Los principales centros de creación artística son otra vez Apollonia , Durrahu , Botroti. .
La mayor parte de la producción escultórica helenística ha desaparecido, esto se debe en parte al hecho de que la estética bizantina no apoyaba el género.
También podemos encontrar elementos arquitectónicos de este periodo reutilizados en edificios posteriores (iglesias y mezquitas: un ejemplo de esto lo tenemos en la columnata del sahn de la mezquita de Kavaja)

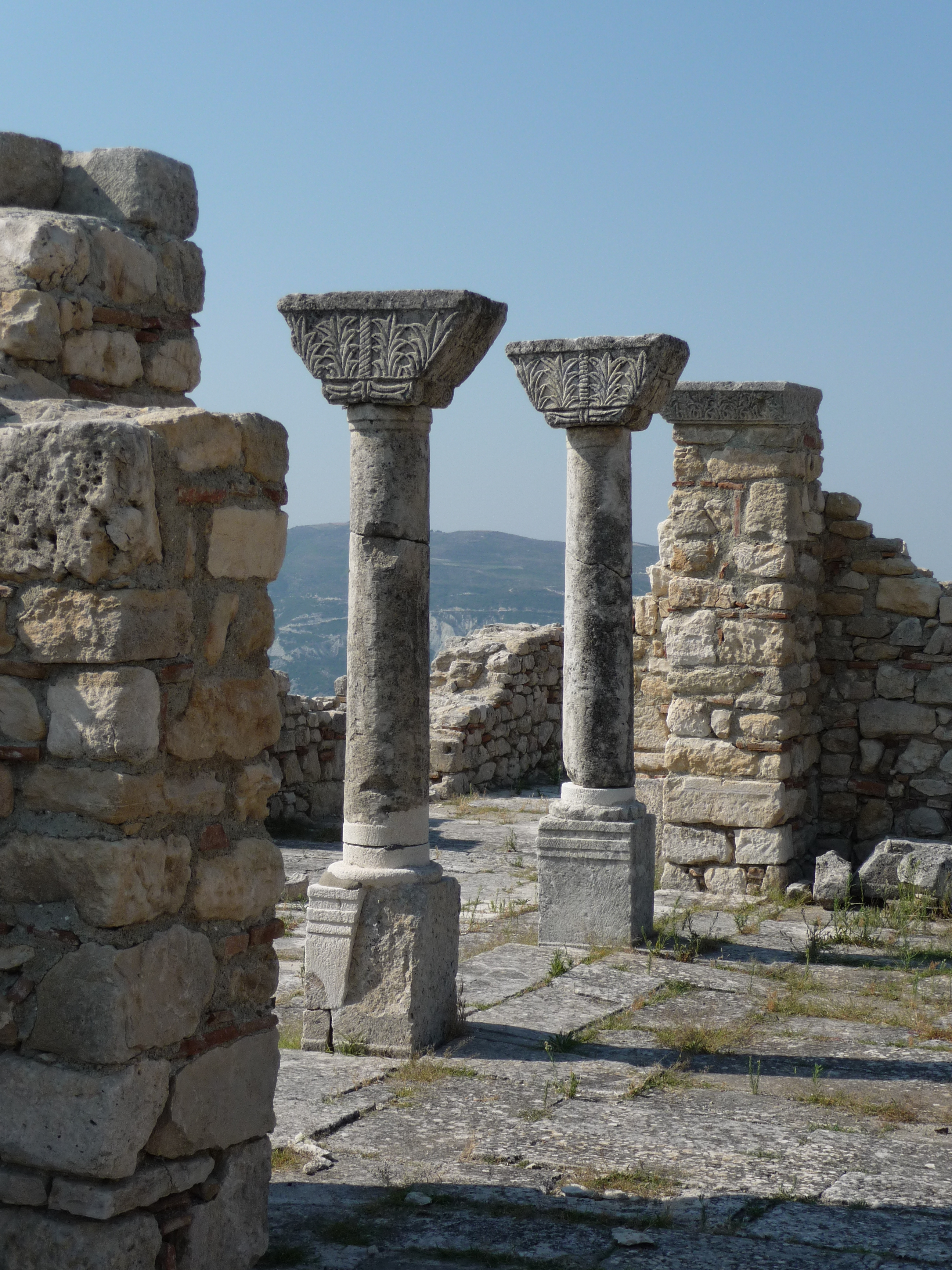
Stoa en el Parque Arqueológico Nacional de Bylis. Época Iliria
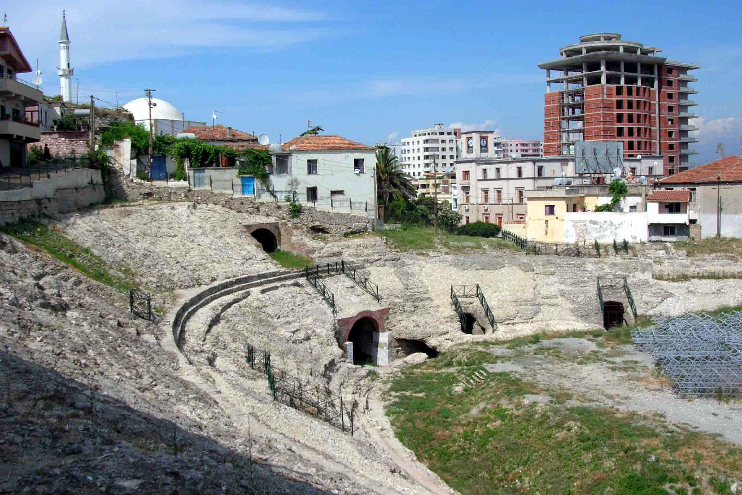
Anfiteatro de Durres
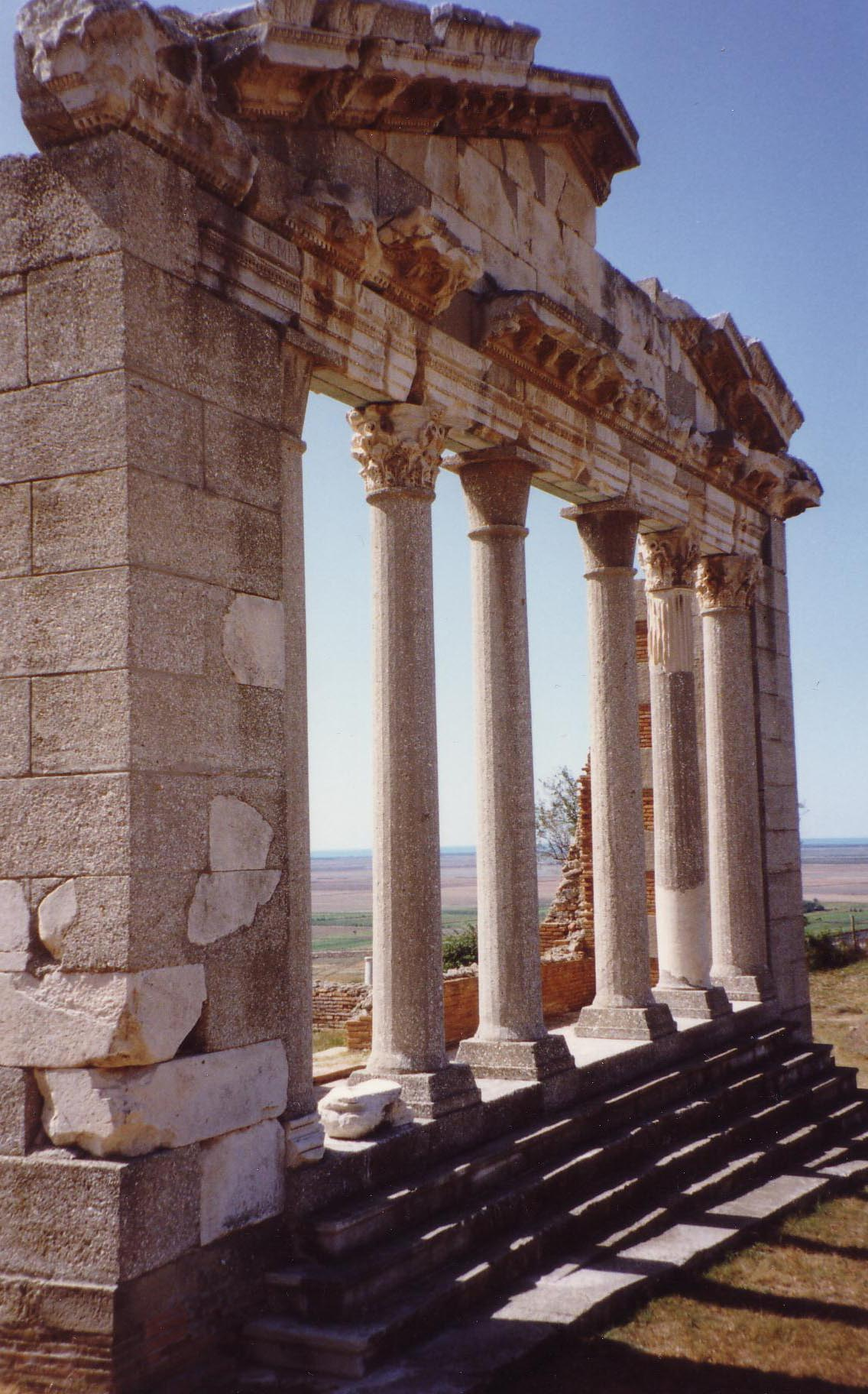
Ruinas de Apollonia cerca de Fieri
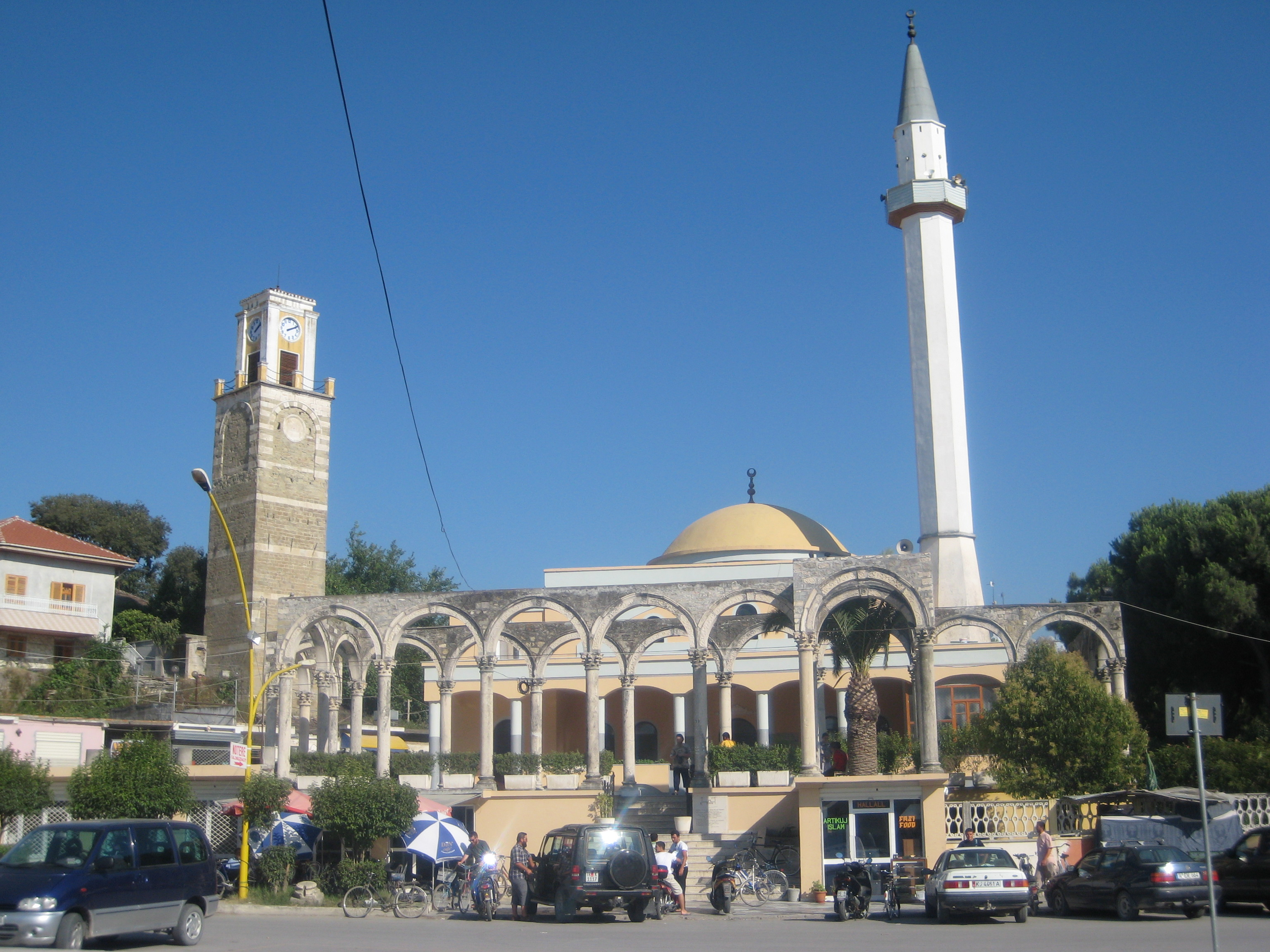
Mezquita en Kavaja con capiteles corintios

Un importante yacimiento de esculturas de esta época lo encontramos en Butrinto. De allí procede la famosa diosa de Butrinto conservada en Tirana. En el mismo emplazamiento arqueológico se puede visitar un Museo donde se exponen algunas piezas de la escultura clásica. A continuación puedes ver una serie de fotografías de estas esculturas.

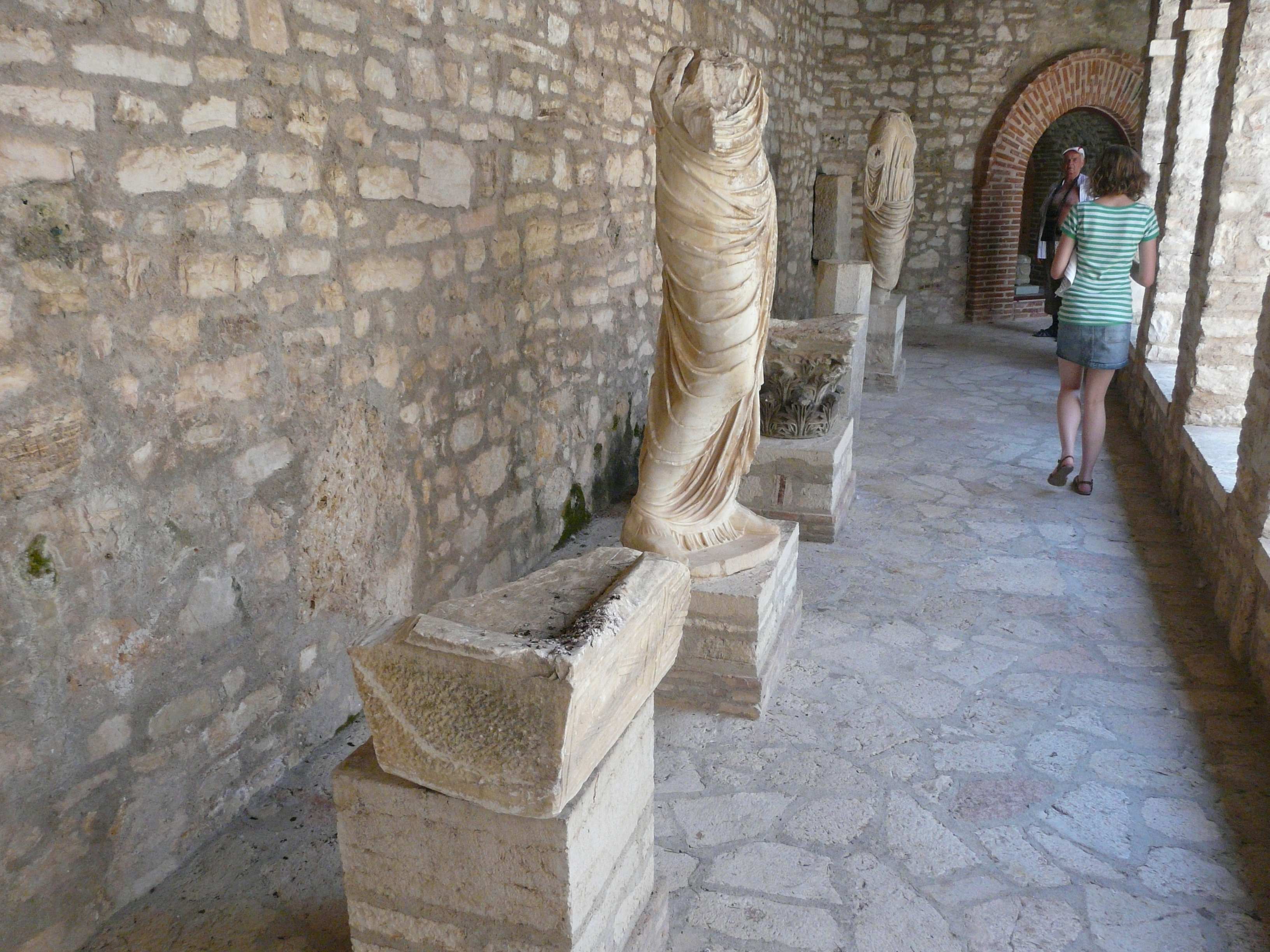
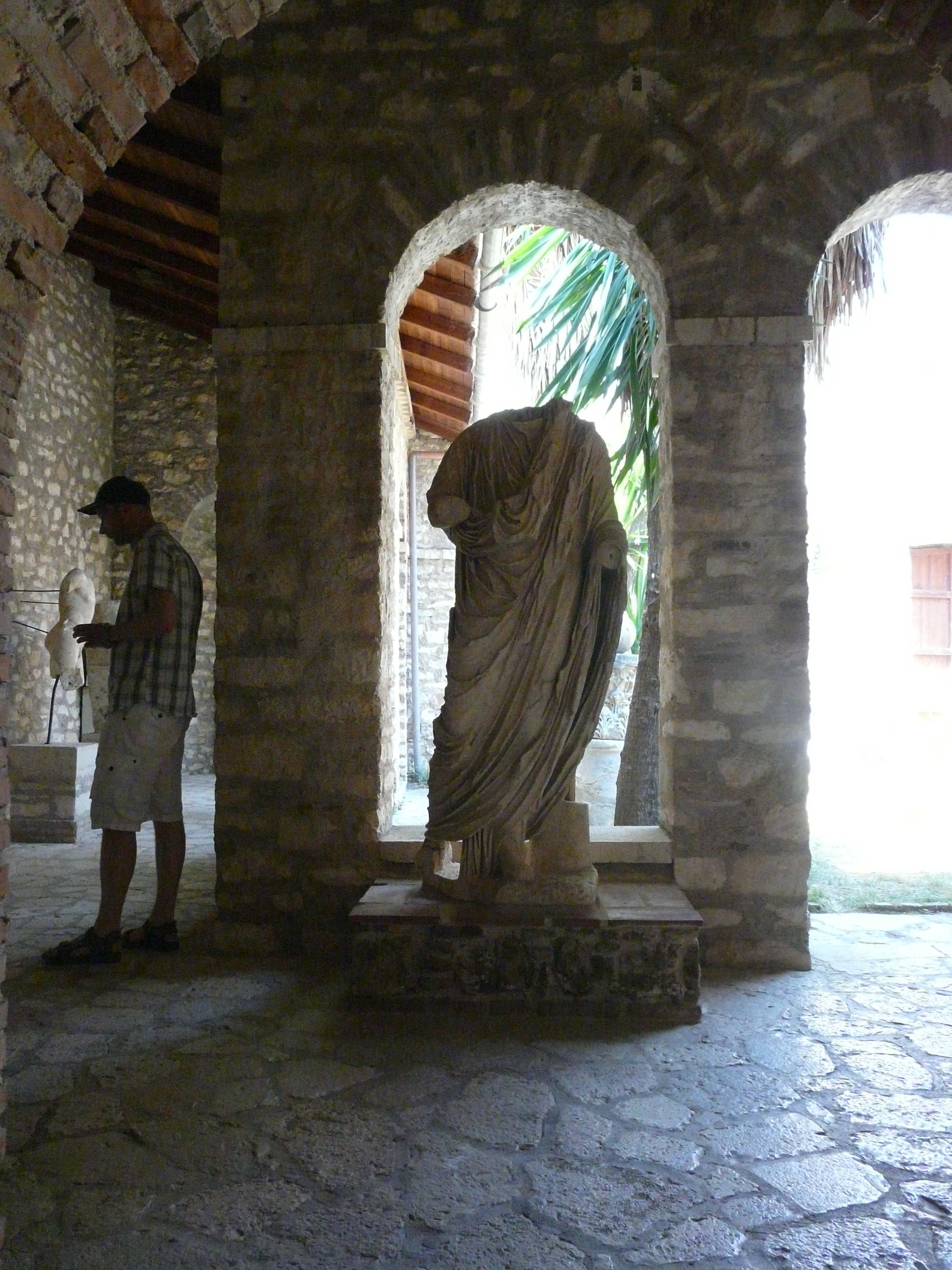
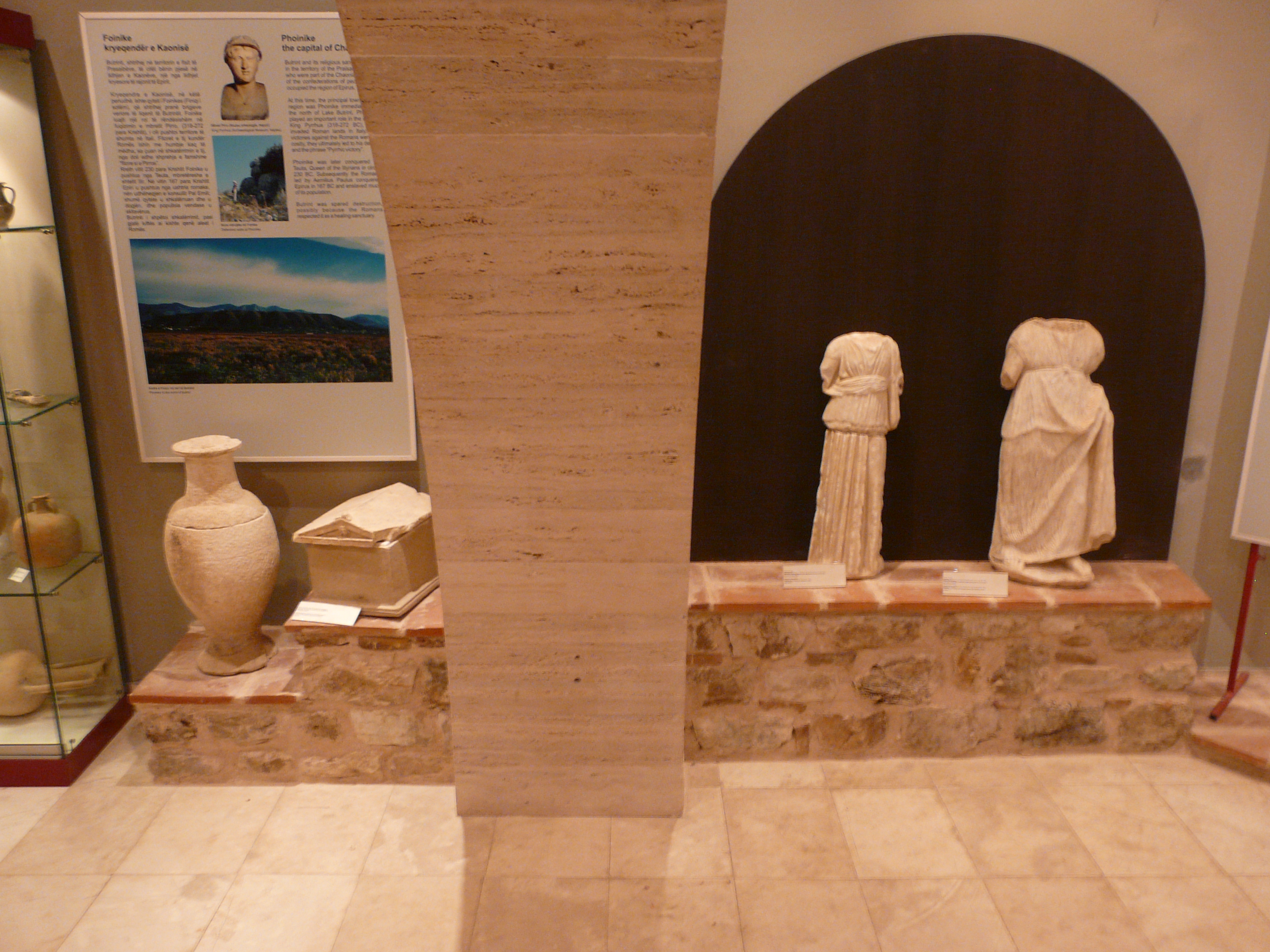
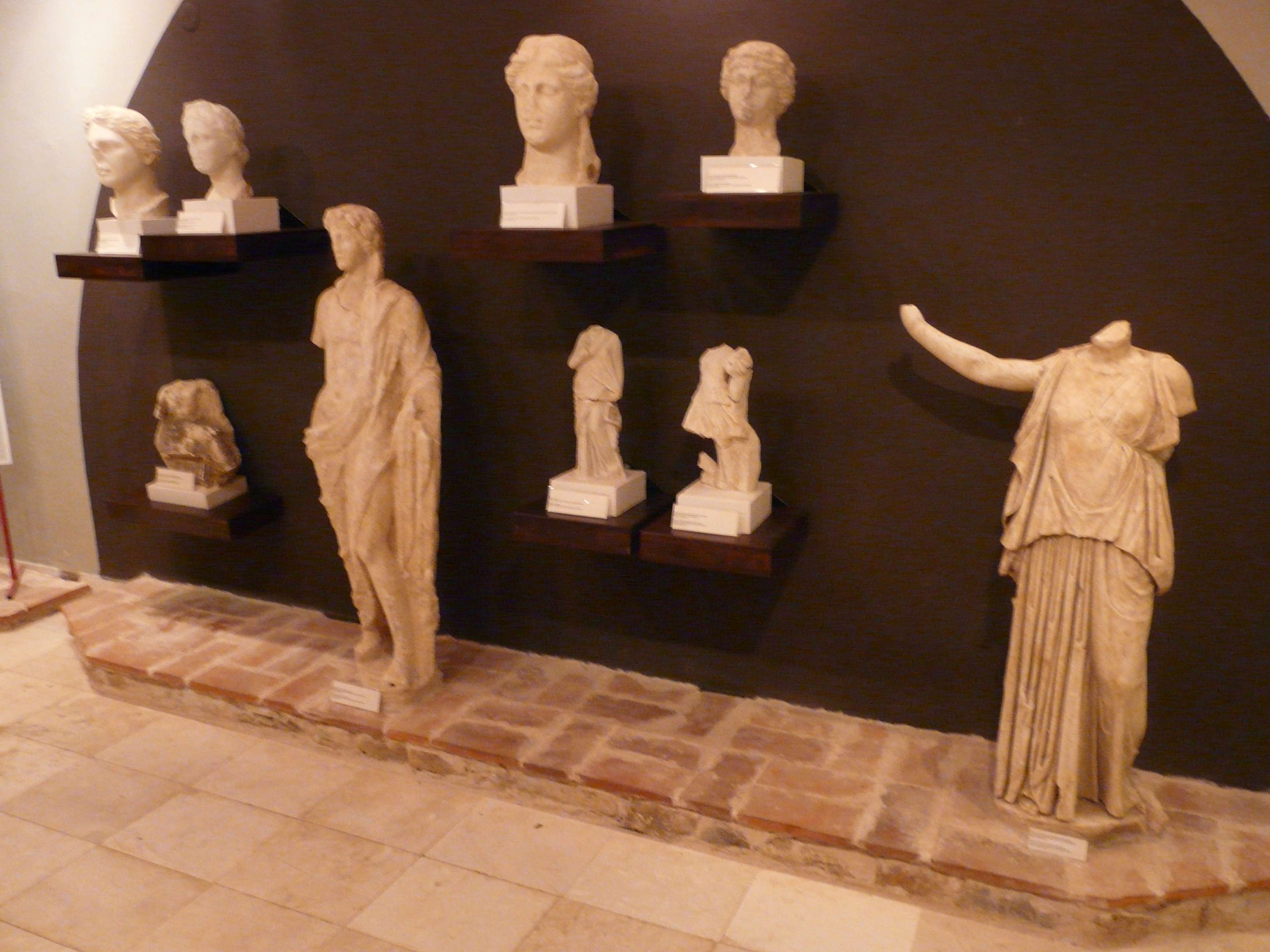
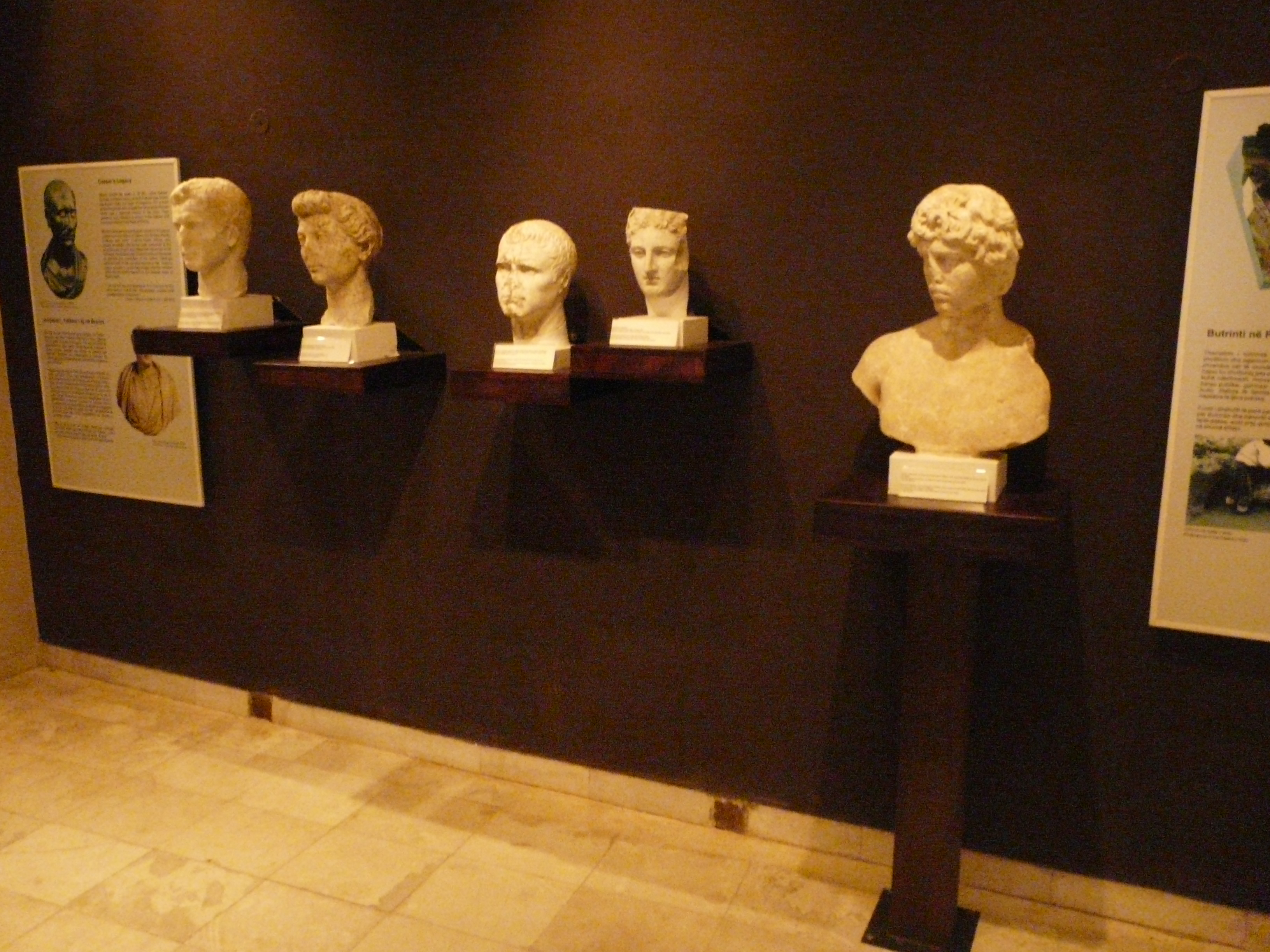
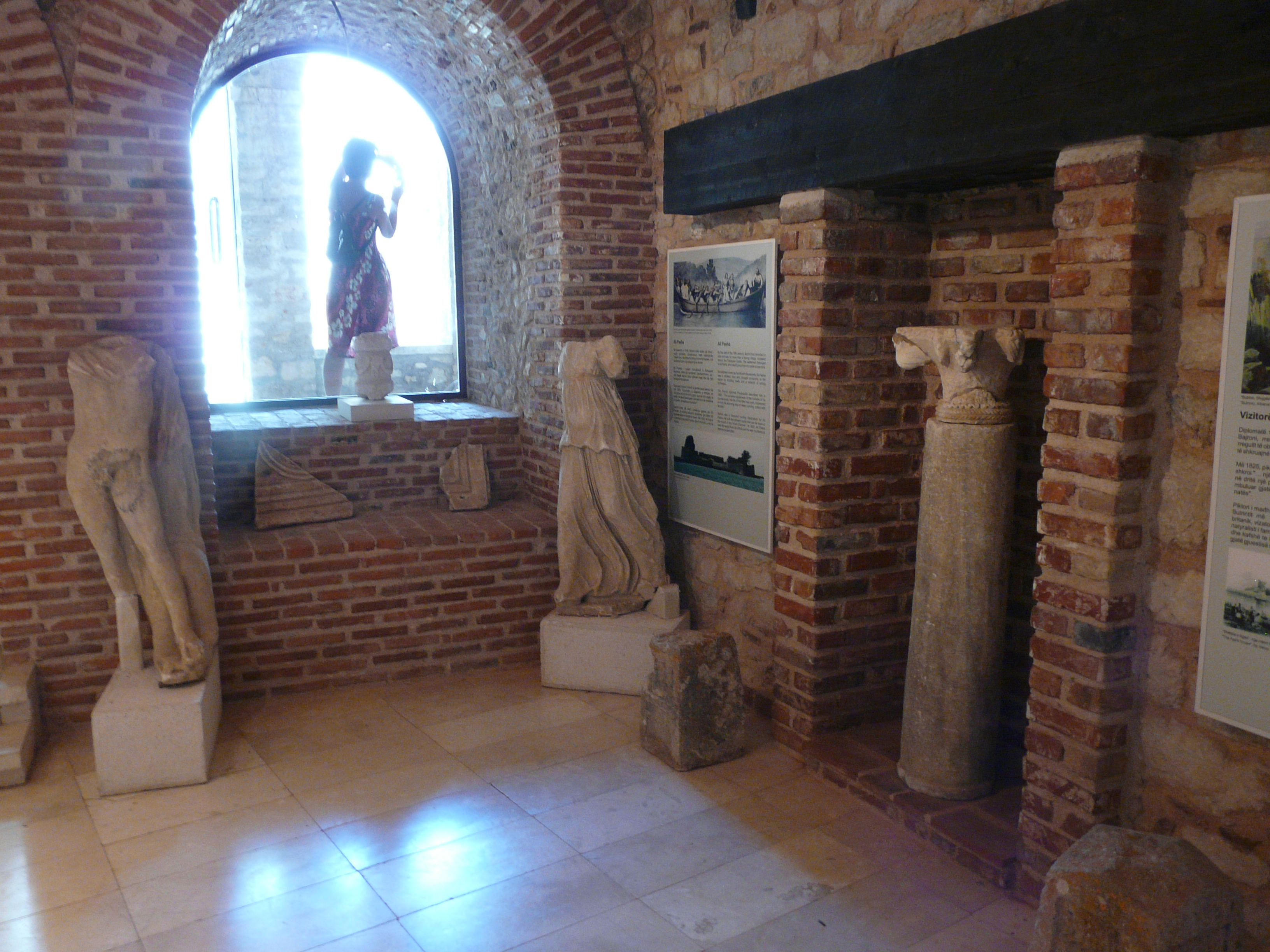

## Época bizantina

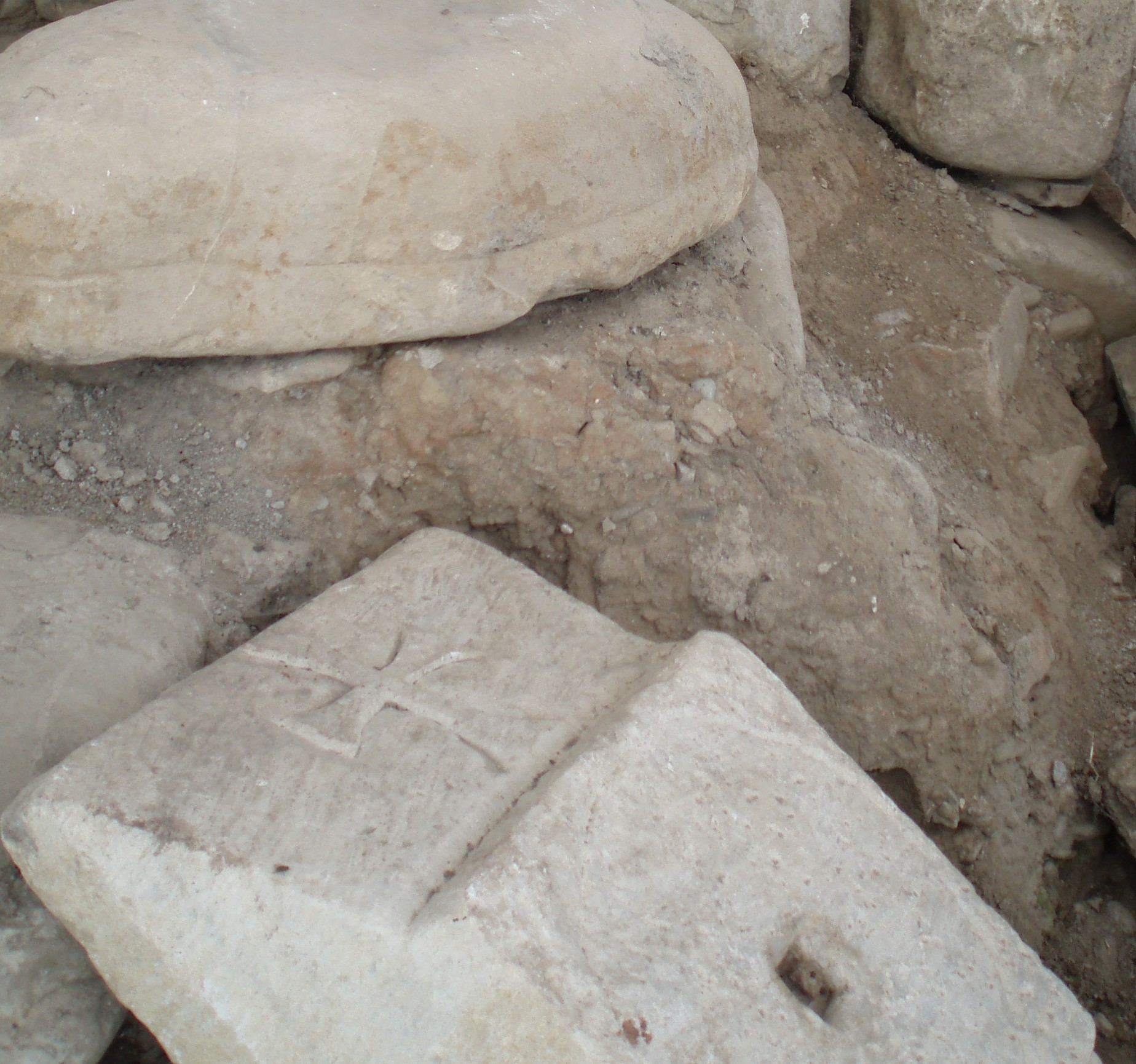
Castillo de Elbasan.

Durante la transición de la Antigüedad tardía a la Edad Media, las esculturas se ven disminuidas por su completa negación en la estética del arte bizantino . En este periodo la pintura se convirtió en la más alta expresión artística.
Los autores no firman en ese período, de modo que todos los frutos de la creatividad quedan en el anonimato. Si esto ocurre con la pintura, que es principal, en el terreno de la escultura con más razón.
La escultura queda subordinada a la arquitectura, con sencillos relieves tallados en piedra y capiteles que encontramos en las iglesias bizantinas y en los castillos.
También encontramos elementos escultóricos en la decoración interior de las iglesias. Son importantes las bellas molduras talladas en madera de los iconos ortodoxos.
Desgraciadamente, algunos de las piezas de arte bizantinas fueron dañadas durante la guerra contra la religión que se promovió en el régimen comunista (1967), situación perniciosa para las singulares obras, la cultura y la historia albanesa.
En los pocos fragmentos que se salvaron se dejan sentir las influencias del arte bizantino estilo occidental (Iglesia de Rubik - 1272) y Oriental (Vau i Dejes - siglo XIV) .
Iconos y miniaturas muchos en el Codex de Berat y Vlora (siglo XI-XIV) son de valor artístico y pertenecen al período de desarrollo del arte bizantino en Albania.

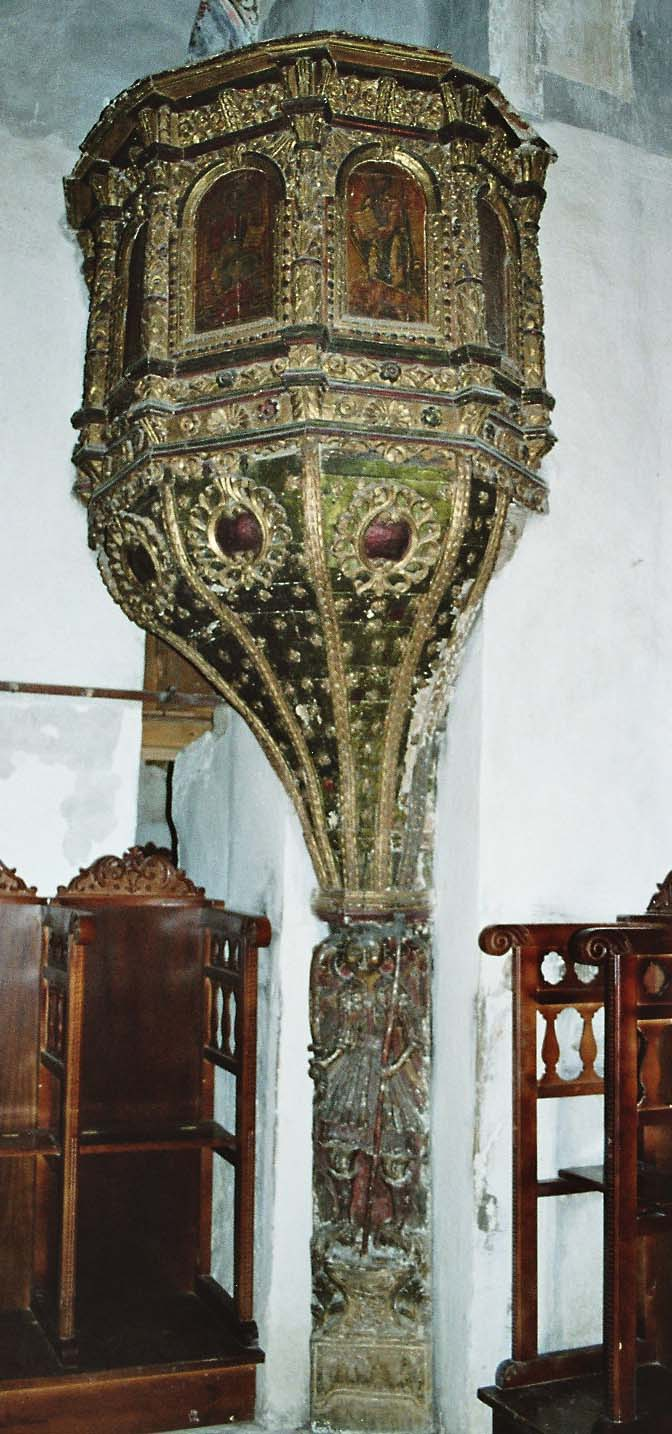
Púlpito ortodoxo en Labova
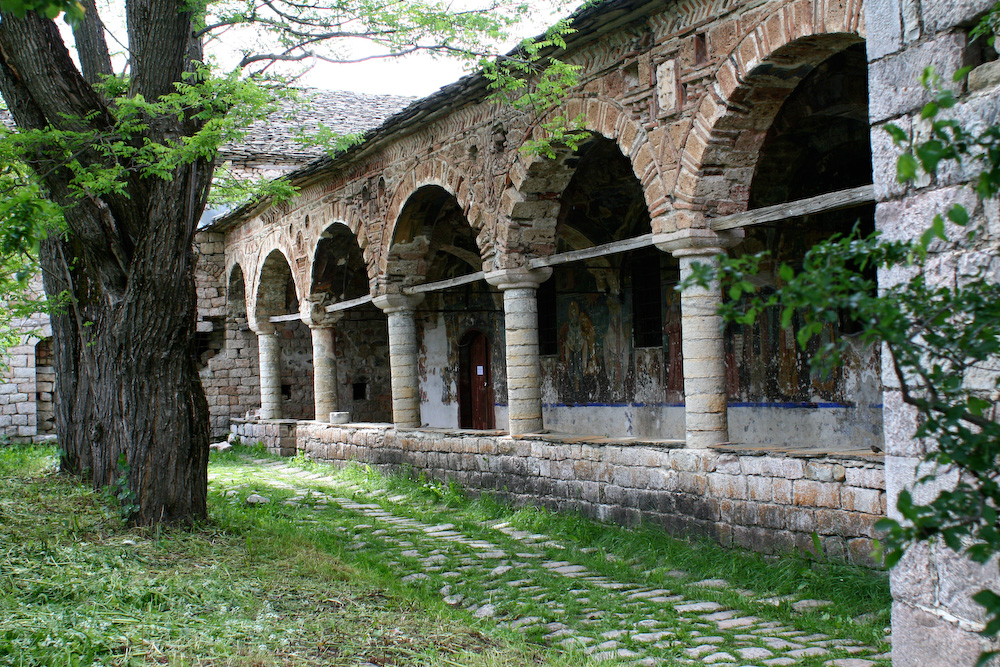
Monasterio bizantino en Voskopojë
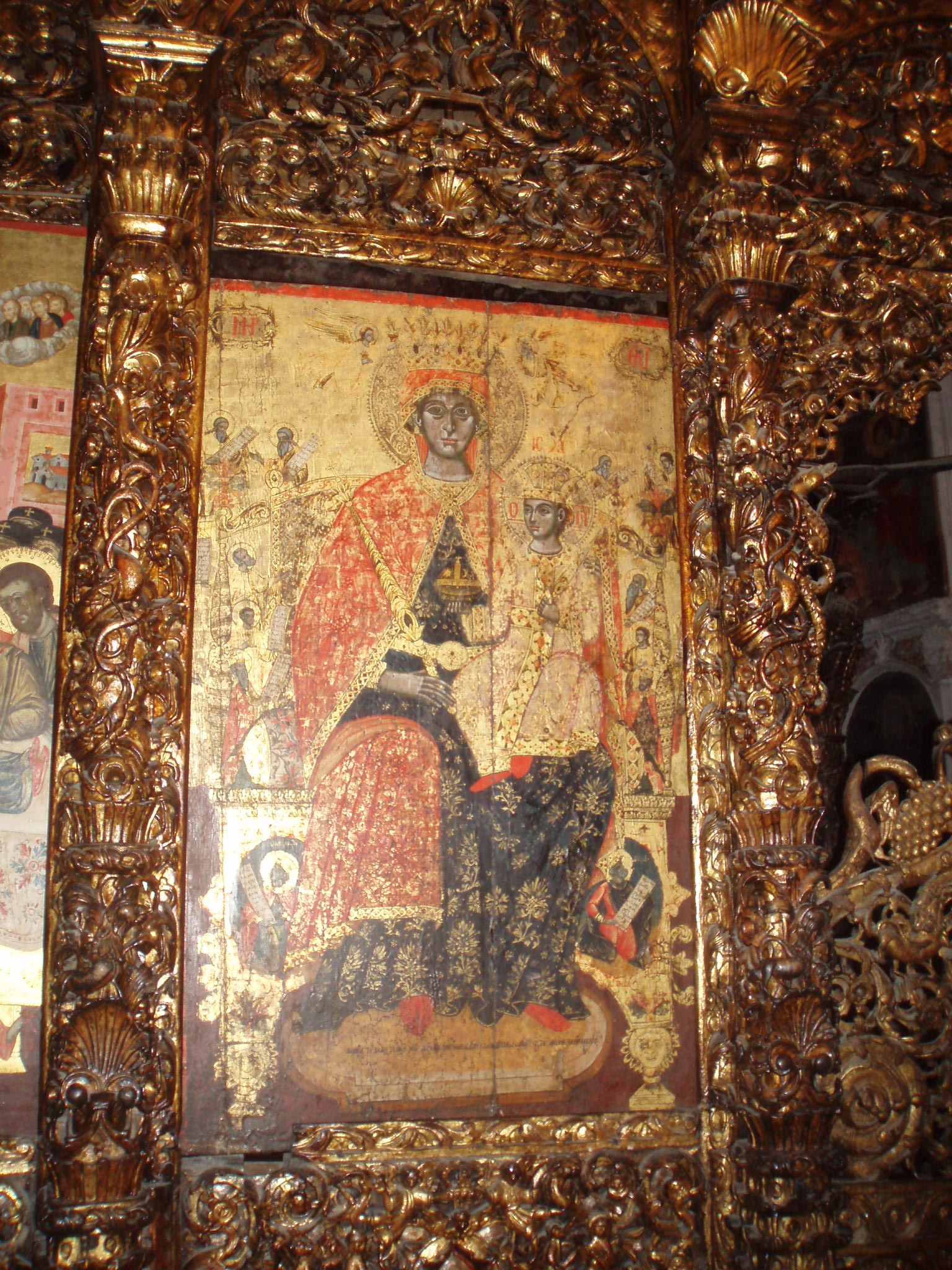
Marco tallado de Icono en Berat

## Periodo de influencia otomana

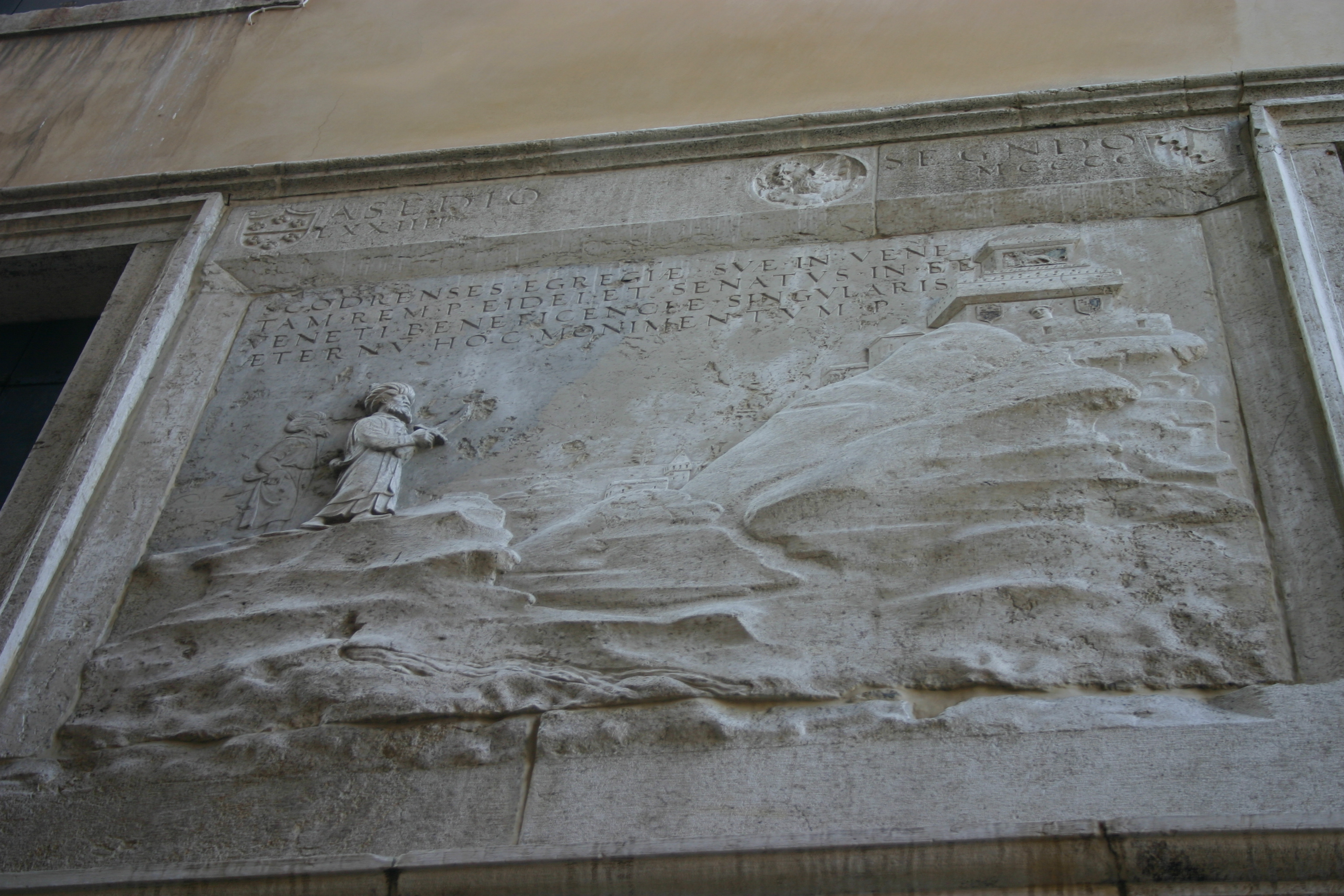
Relieve en la fachada de la Scola degli albanesi, en Venecia.

Encontramos que en el periodo de influencia otomana, la escultura realizada en el territorio albanés está también supeditada a la arquitectura. Por un lado encontramos en 
- la arquitectura religiosa: mezquitas, tumbas.
- la arquitectura civil, arcos de puertas.

Por otro lado hay que hacer mención a los albaneses emigrados hacia el extranjero. Este es el caso de aquellos que se asentaron durante el siglo XV en Italia. Así surgen las Logias de los Albaneses.
Después de la conquista otomana, desde el siglo XV y más tarde, emigran muchos albaneses. Entre ellos emigrantes talentosos en las artes, que desarrollaron las tendencias en los países donde se establecieron.. Aunque aún no existe un estudio completo, se han reconodo a varios artistas prominentes. En Italia en el epitafio de Juan y Jerónimo Vincencës, está inscrito: "Ille alterar Fidias, su erat Poliklet", que se comparan con los dos grandes maestros de la escultura helenística.
Mientras que en la catedral del Duomo de Milán, el altar fue tallado por el escultor Alex Tarketa o Aleksi Andrea de origen albanés.
Muchos albaneses fueron distinguidos artistas de Venecia. Así surgió la necesidad de crear su propio centro de estudios, que fue llanado "Scuola degli Albanesi”.

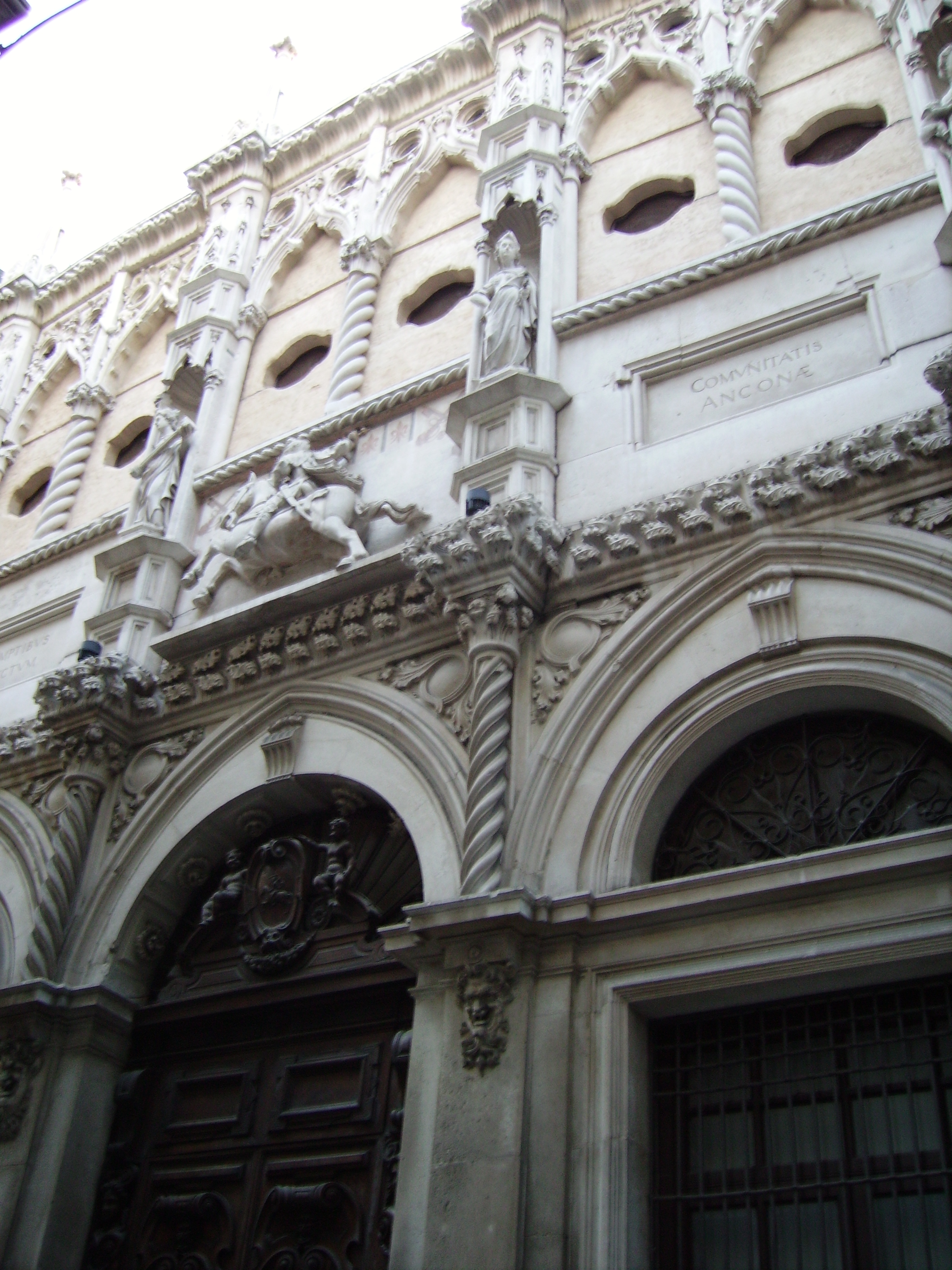
Logia de los Mercaderes en Ancona obra de Aleksi Andrea
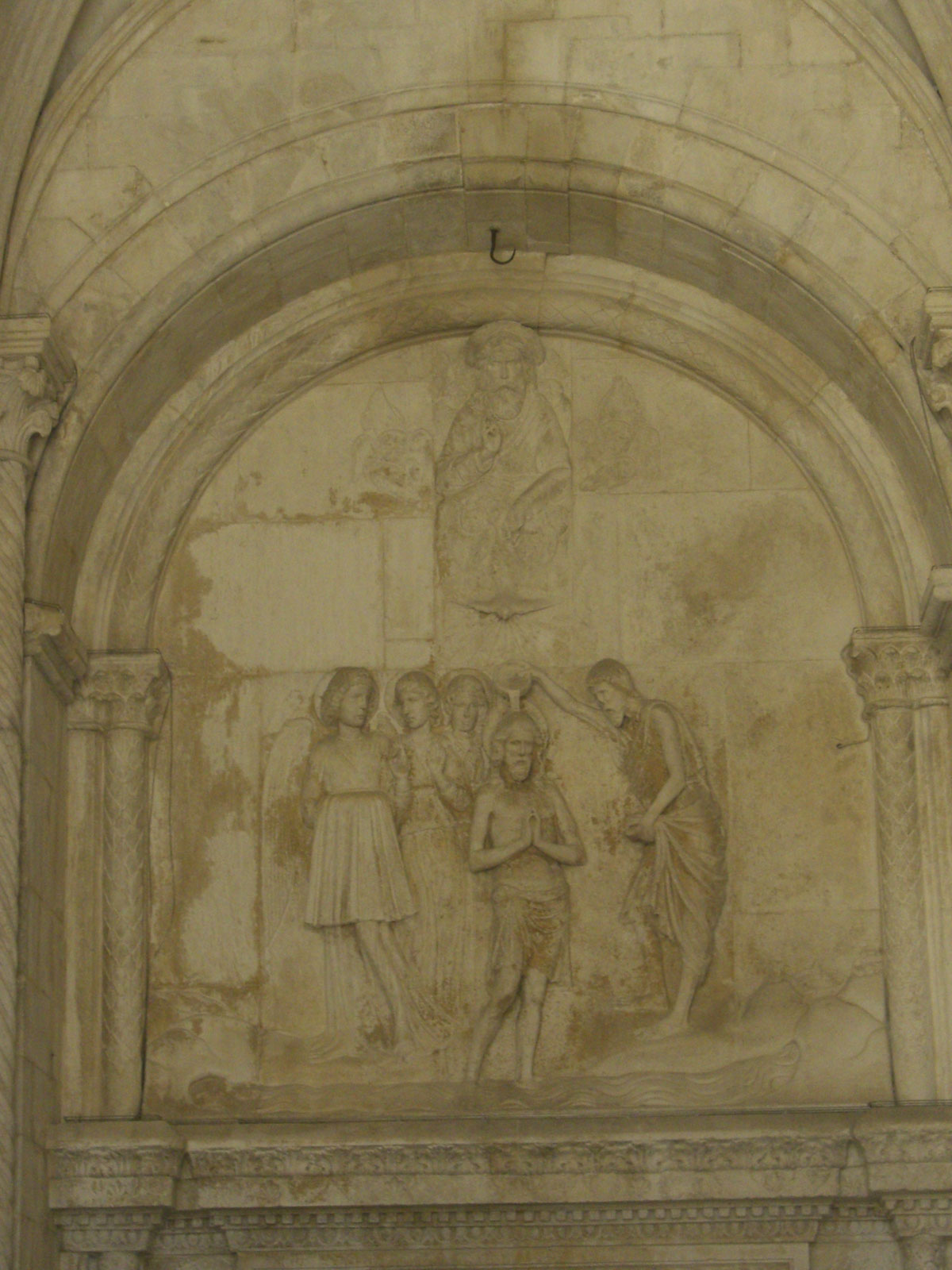
Baptisterio de la Catedral de Trogir obra de Aleksi Andrea
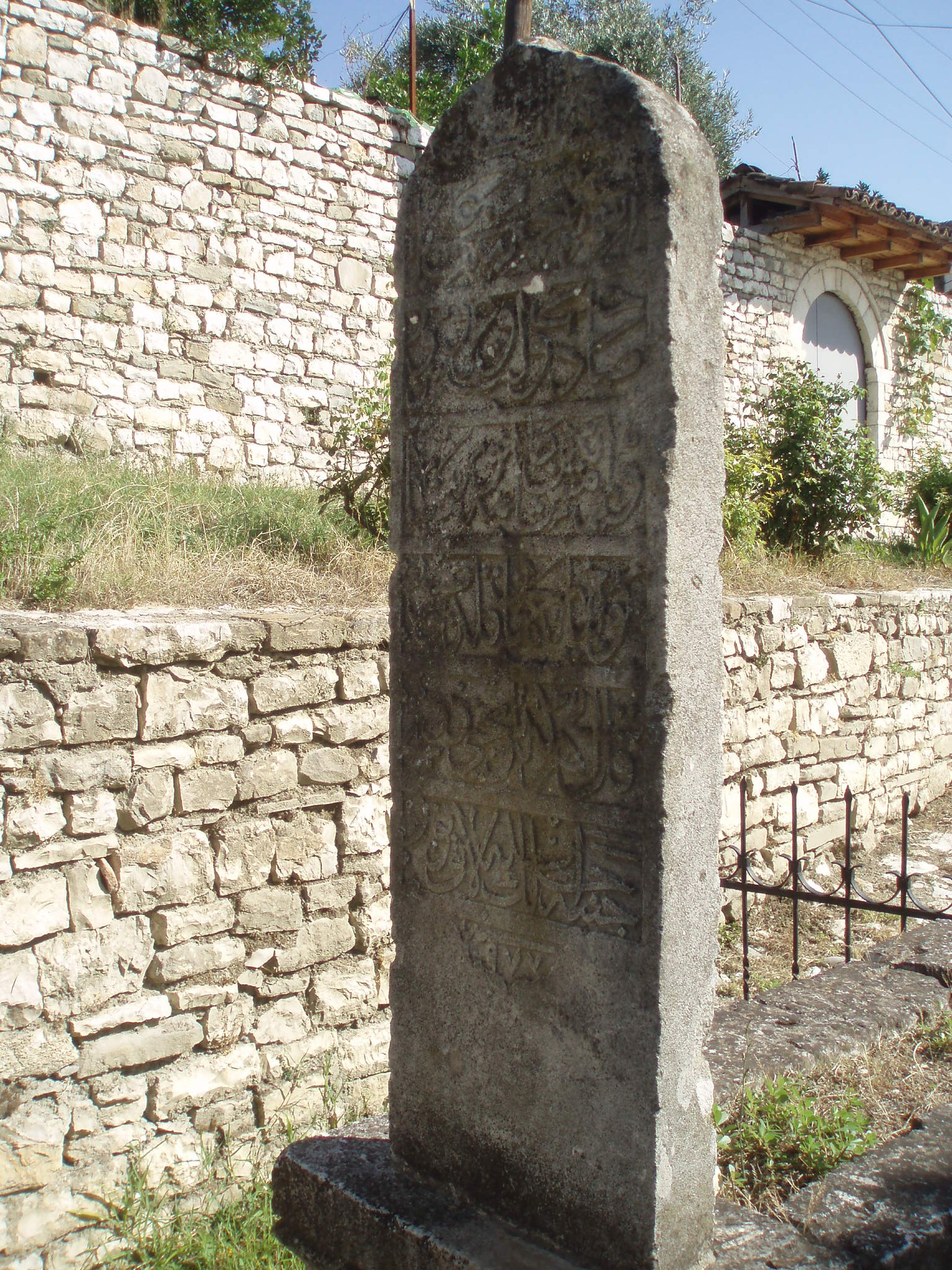
Tumba en Berat
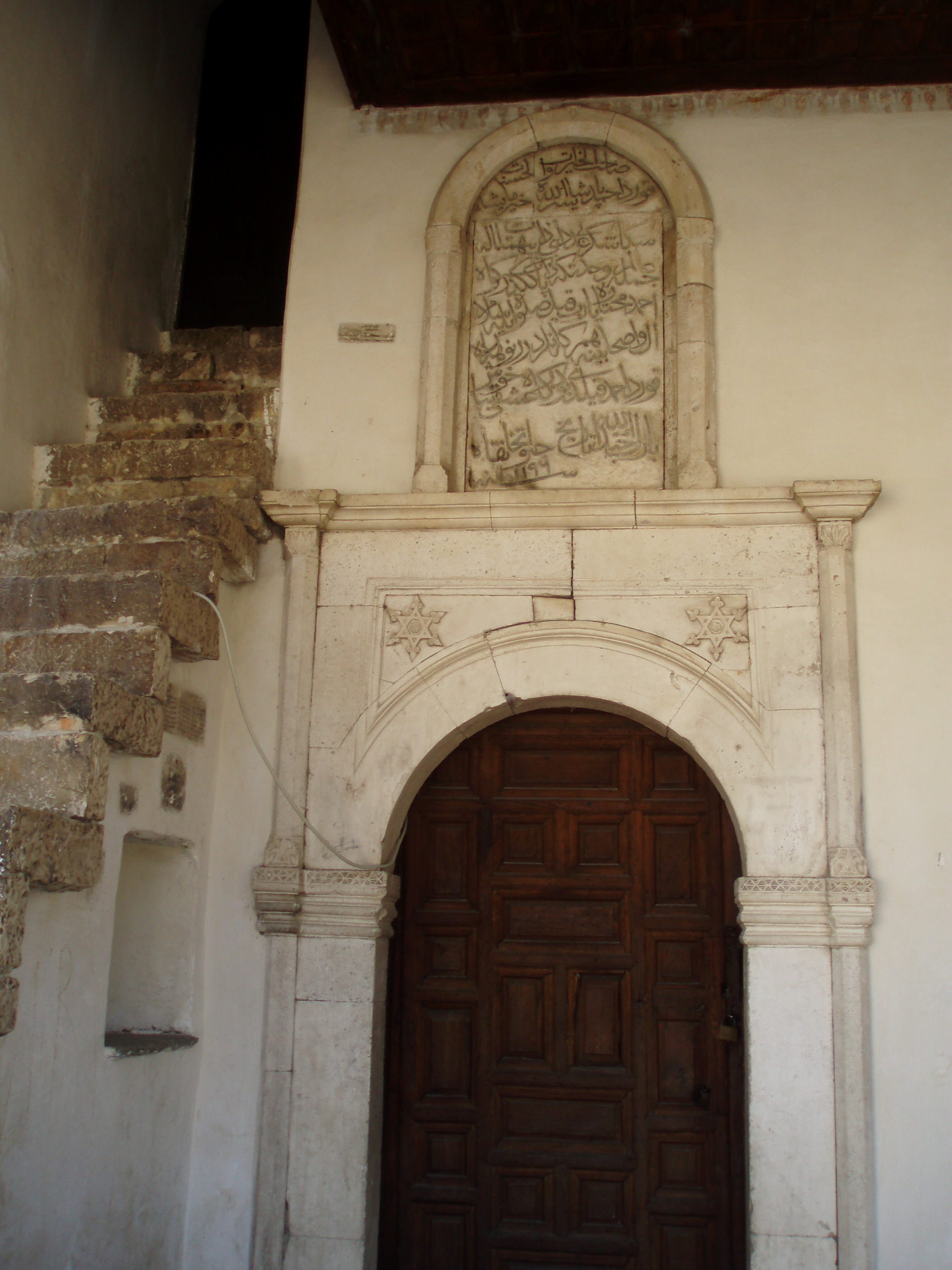
Mezquita en Berat
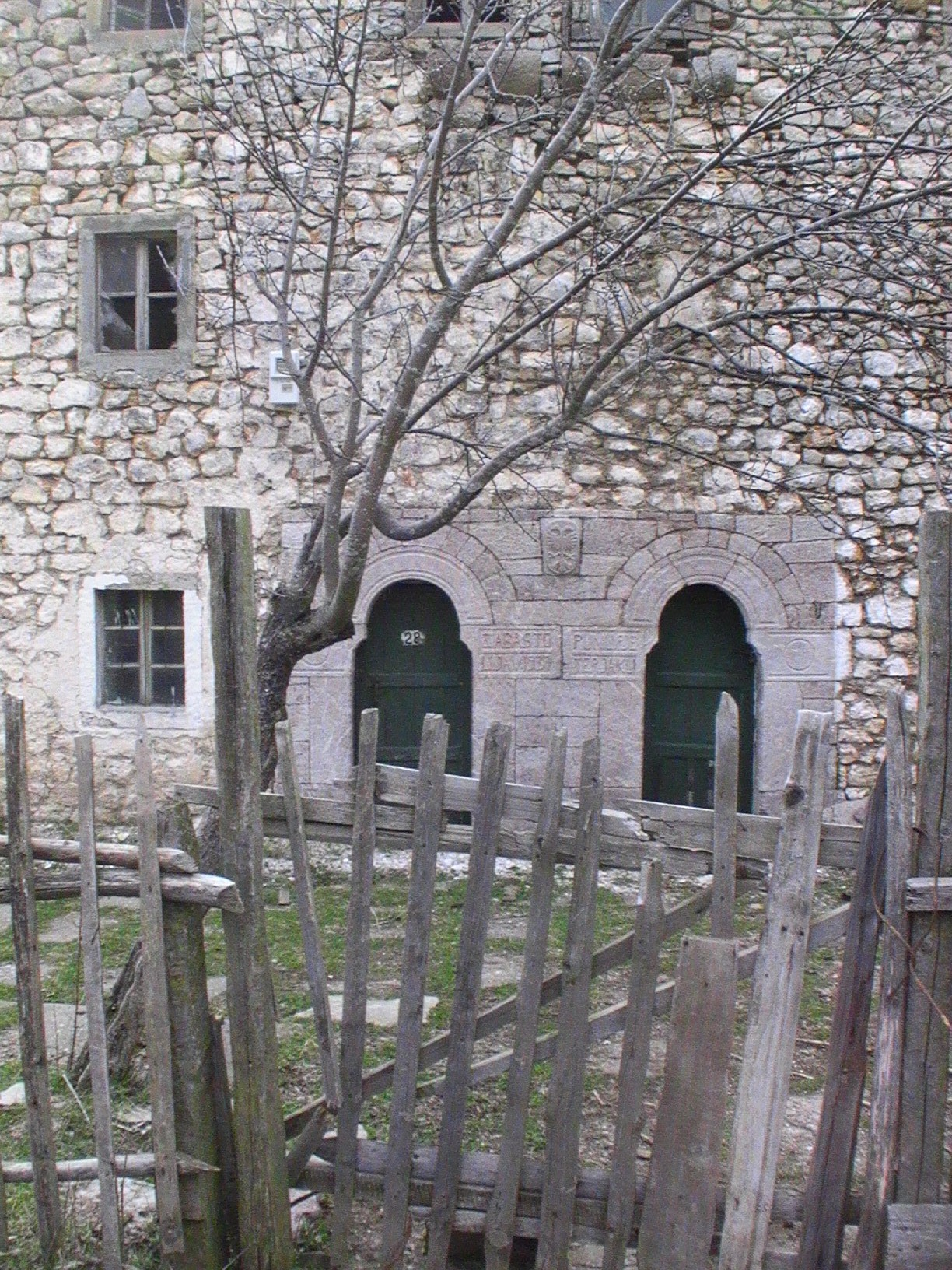
Lurë

## Hacia la independencia: el renacimiento de la escultura albanesa

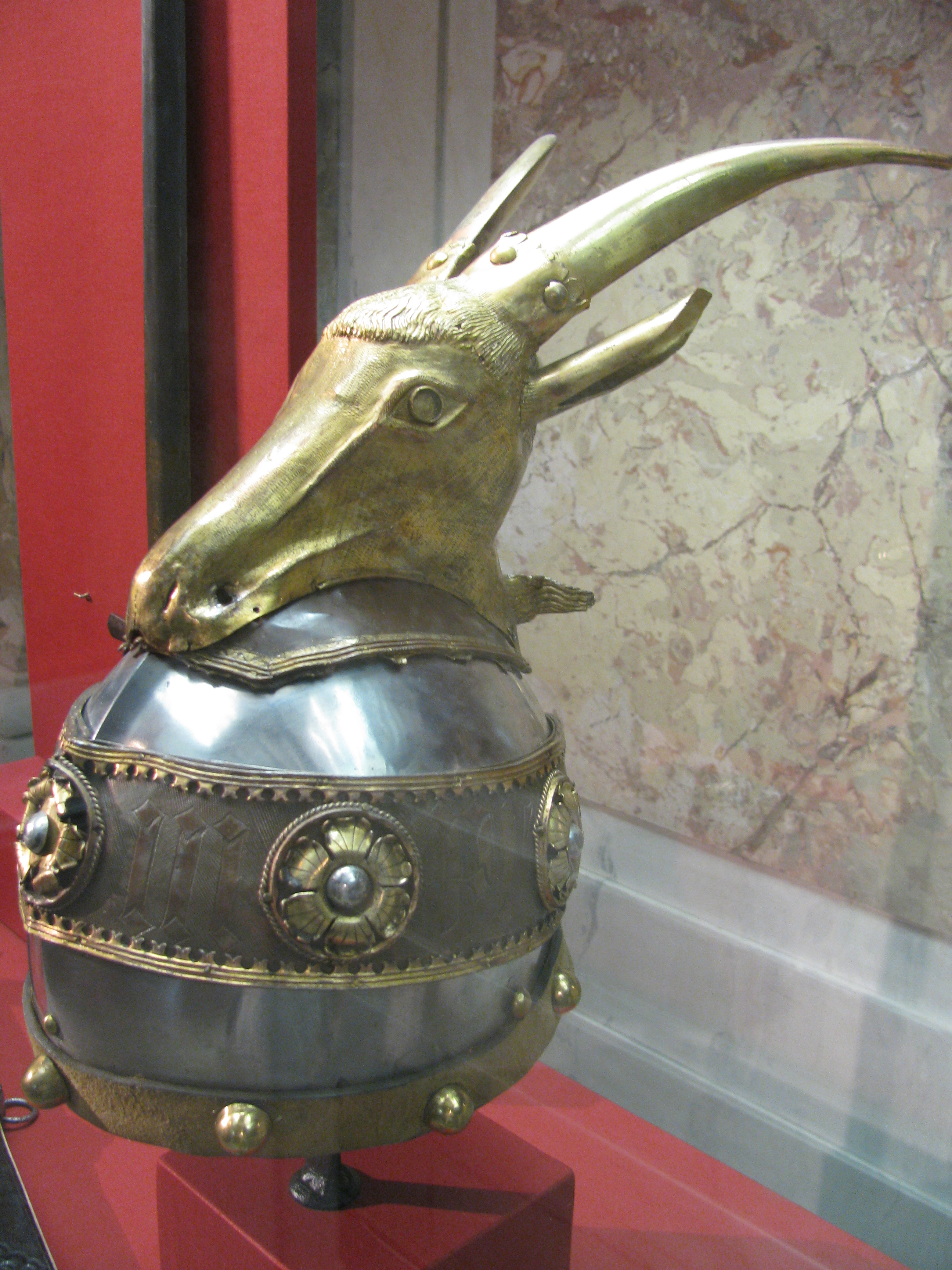
Casco de Skanderberg.

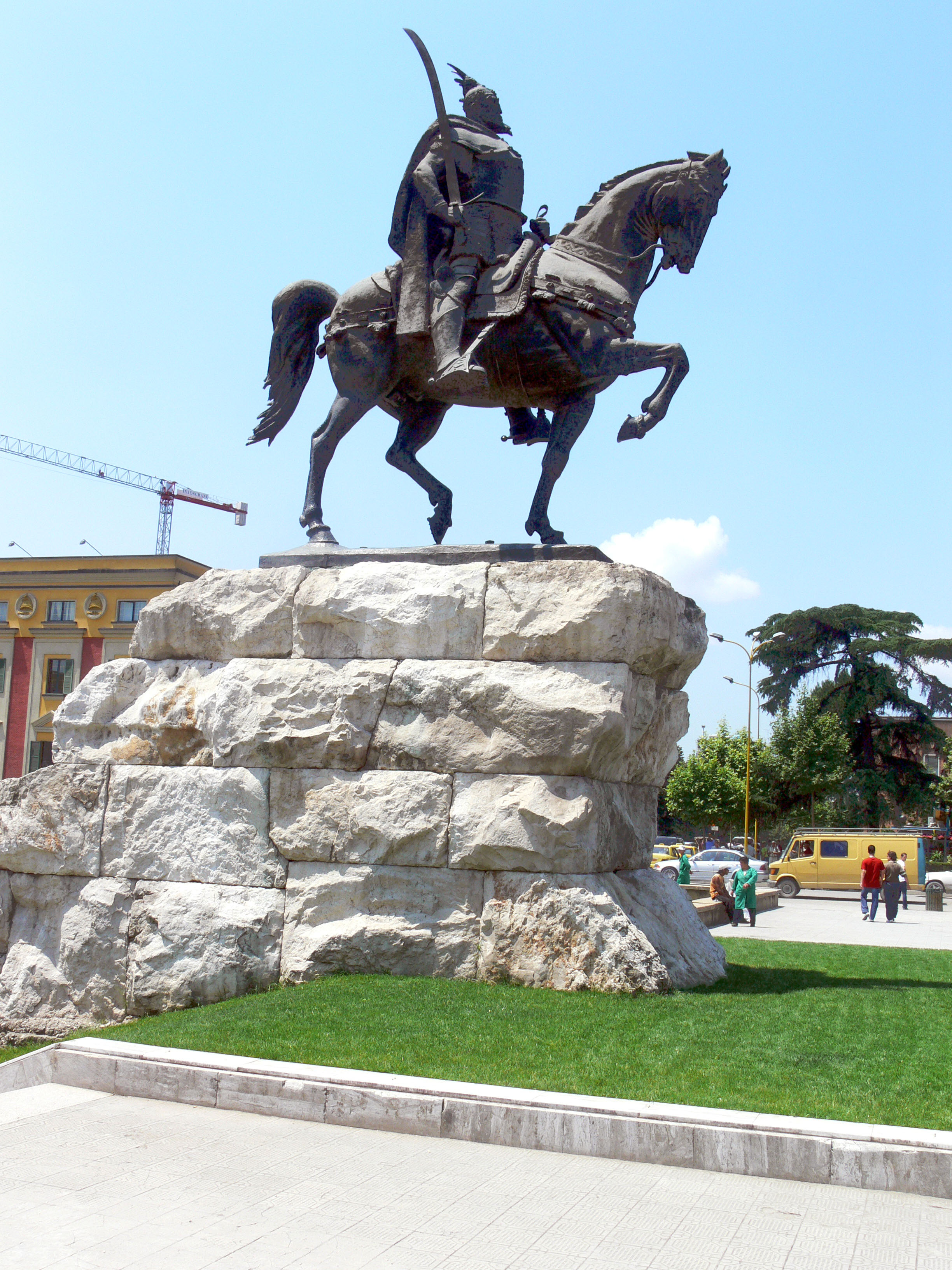
Estatua ecuestre de Skanderberg en Tirana.

En la segunda mitad del siglo XIX comienza una nueva etapa, importante para el arte de Albania. Los grandes movimientos de liberación que llevaron a la independencia del país en (1912), crearon el ambiente para una nueva dirección artística, que se reflejan en la vida con realismo. Así surge un estilo pictórico marcado por los motivos patrióticos y etnográfico. En la historia del arte 1883 es notable por la creación de dos obras más valiosos:
El pintor más destacado de este período es Kolë Idromeno (1860-1939) autor de muchas pinturas, retratos y paisajes. Su creación fue como una escuela para futuros artistas. Idromeno también ha sido conocido arquitecto, escultor y fotógrafo.
La escultura en bulto redondo, después de un largo periodo de varios siglos, surge en un periodo de renacimiento.
Como el primer autor conocido Murad Toptani (1866-1917). Ha realizado algunos trabajos con el tema patriótico, donde se encuentran dos bustos de Skanderbeg (uno de 1899 y otro de 1917).

## Tras la independencia
Pero este nivel de escultor de arte de alta planteadas Odhise Pascali (1903-1989). Con sus estatuas monumentales, que son los primeros actos de este tipo en Albania (“Luftëtari kombtar” - Korcë 1932, “Flamurtari” - Vlorë 1932, “Skënderbeu” – Kukës 1939), comienza el camino del arte monumental en Albania. Pascali continuó produciendo esculturas durante todo el siglo XX . Sigue siendo hoy en día la personalidad más destacada de la escultura de Albania.
En los años de la independencia de Albania , las artes siguen unas vías más organizadas. Surgen los primeros esfuerzos para preparar a jóvenes artistas , para la creación de asociaciones artísticas y la organización de exposiciones . En 1920, en Korca se presentó la primera exposición personal del pintor Vangjush. Con la contribución del poeta nacional de renombre, Gjergj Fishta (1871-1940), que también fue asistido por personas con algunas obras en acuarela, en 1923, la FC fue el primer paso exposiciones locales con la participación de más de 15 artistas en Shkodra.. La exposición más importante de todo este período es "La primera exposición de arte" que se organizó a Albania en mayo de 1931. Esta es la primera exposición nacional en la historia. La exposición anterior fue preparado por la Asociación "Amigos del Arte", que es también la asociación artística creó por primera vez ese año en Tirana. En 1931 se hicieron dos esfuerzos importantes: crear un Pinakoteke y el establecimiento de la Escuela de Arte. El primero no se cumplió, mientras que se abrieron las escuelas.

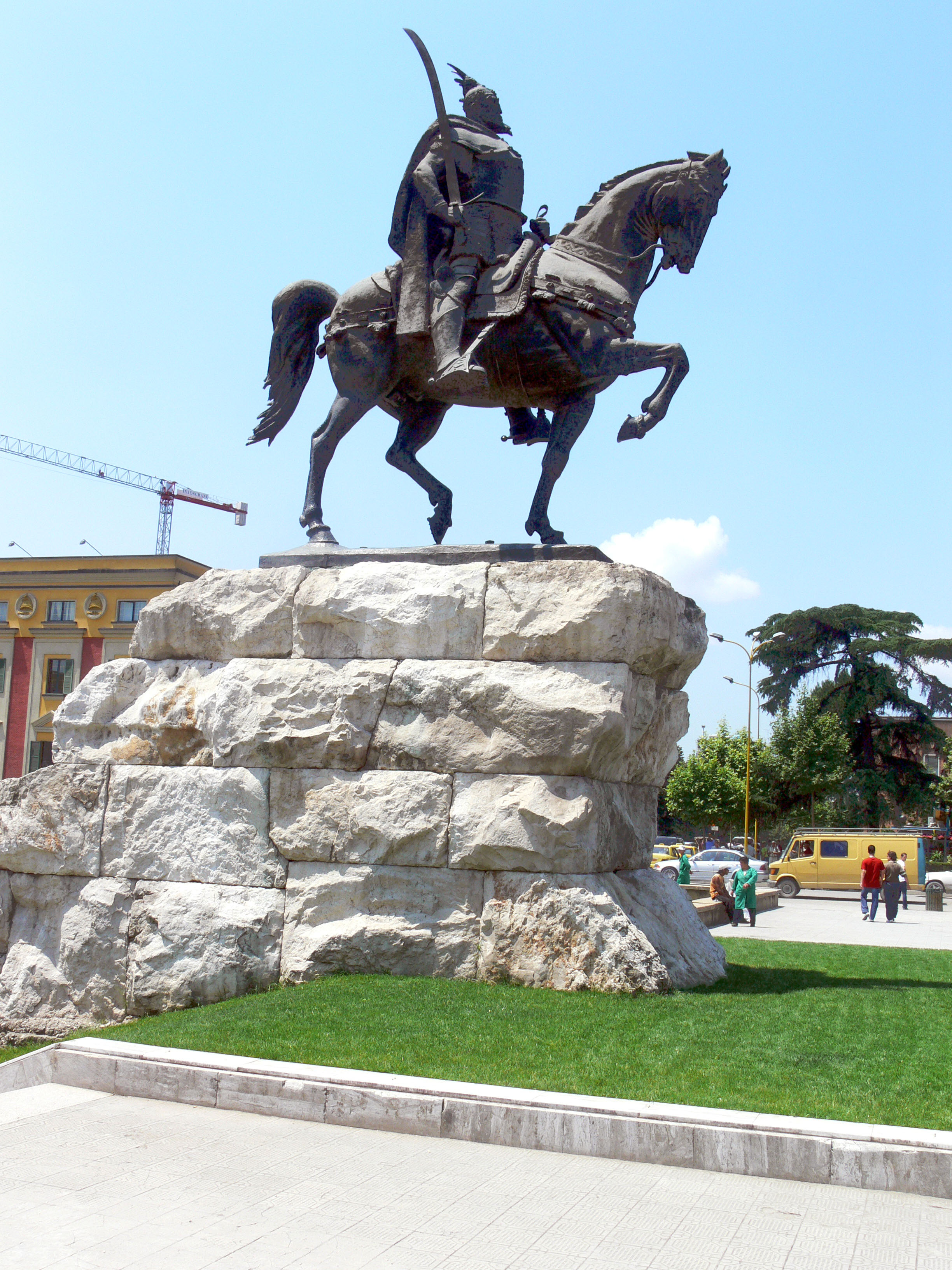
Estatua ecuestre de Skanderberg en Tirana
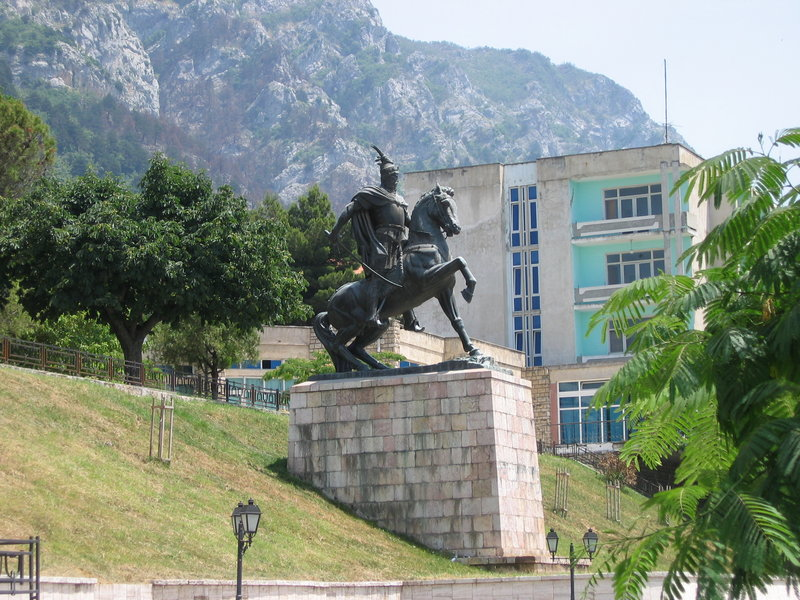
Estatua ecuestre de Skanderberg en Kruja
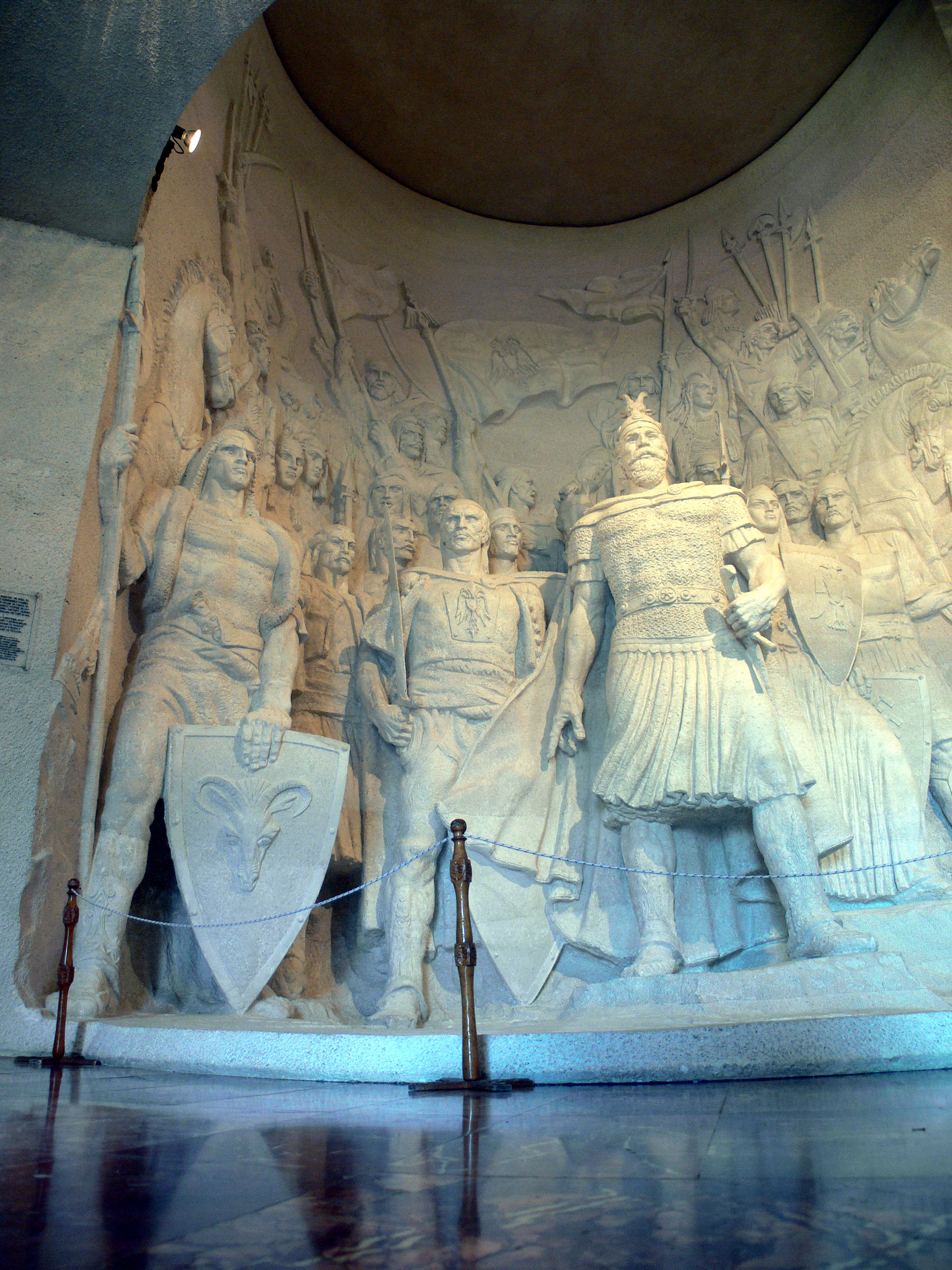
Monumento Skanderberg en el Castillo de Kruja
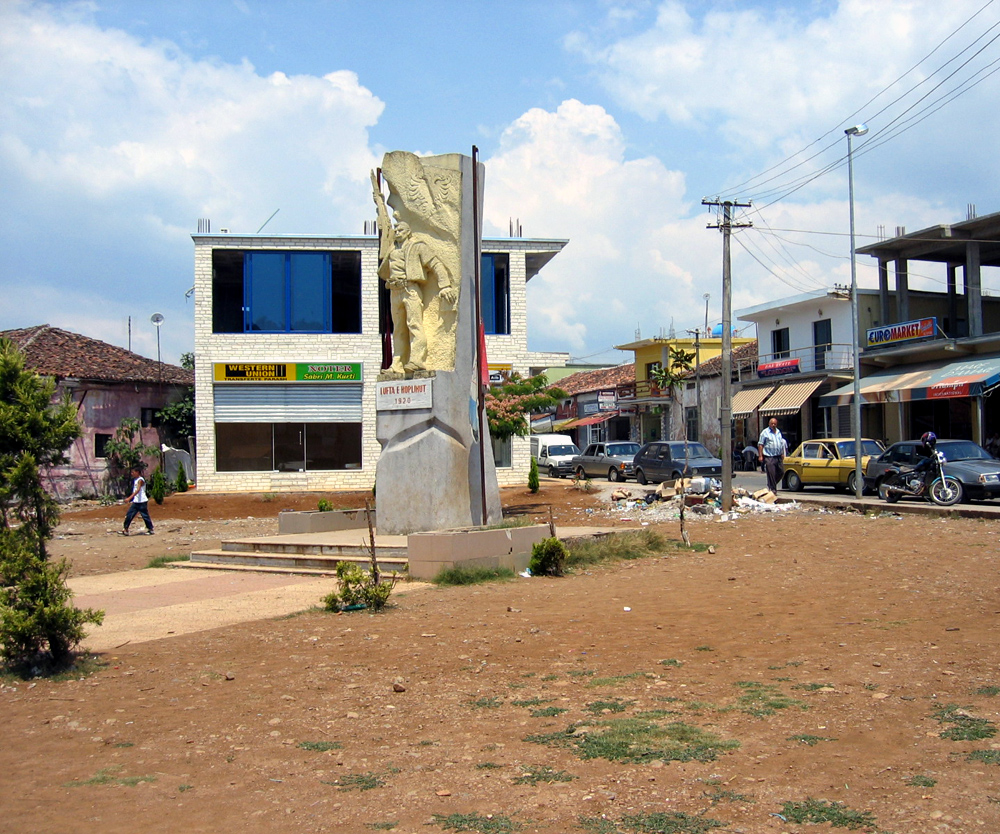
Koplik

## Influencia italiana
Otro acontecimiento importante durante el período de la independencia ha sido el concurso internacional para el establecimiento de monumento nacional de Héroe Nacional, Scanderbeg, que se celebró en Tirana en 1937. Además de los escultores albaneses participaron autores europeos muy conocidos . Ganó su primer premio del famoso escultor croata A. Agustincic (1900-1979) , mientras que el derecho de ejecución se concedió escultor italiano R. Romaneli. El monumento de Skanderbeg, llevado a cabo por Romaneli, fue colocado en la plaza "Albania", en Roma, dos años después del concurso , en 1939.
El arte en el momento de la independencia viene marcado por un renacimiento de las artes y por la creatividad de los artistas, entre ellos los que viven en el extranjero . Produciéndose un paralelismo entre el estilo desarrollado dentro y fuera del territorio albanés. Cabe mencionar a Theohar Gjini pintor que creó en París y Bucarest, mientras que en las colonias de Arbëreshës en Italia, fue un importante el escultor Mikel Trota, a quien los críticos de la época llamaban el " nuevo Canova " (A. Canova 1757-1822)
En esta época se producen las importantes excavaciones de los yacimientos arqueológicos, por expertos italianos.
Un ejemplo de la influencia italiana sobre la escultura de Albania, lo encontramos en la escultora Kristina Koljaka, que estudió en Roma hasta el comienzo de la guerra, y es una de las primeras escultoras albanesas en alcanzar prestigio nacional. Ella es autora de la estatua de Lenin en Tirana de 1954 . Otros escultores albaneses se formaron en Italia durante estos años, es el caso de Sabri Tuçi y Nexhmedin Zajmi formados en Roma y Kolë Idromeno, estudiante en Venecia.

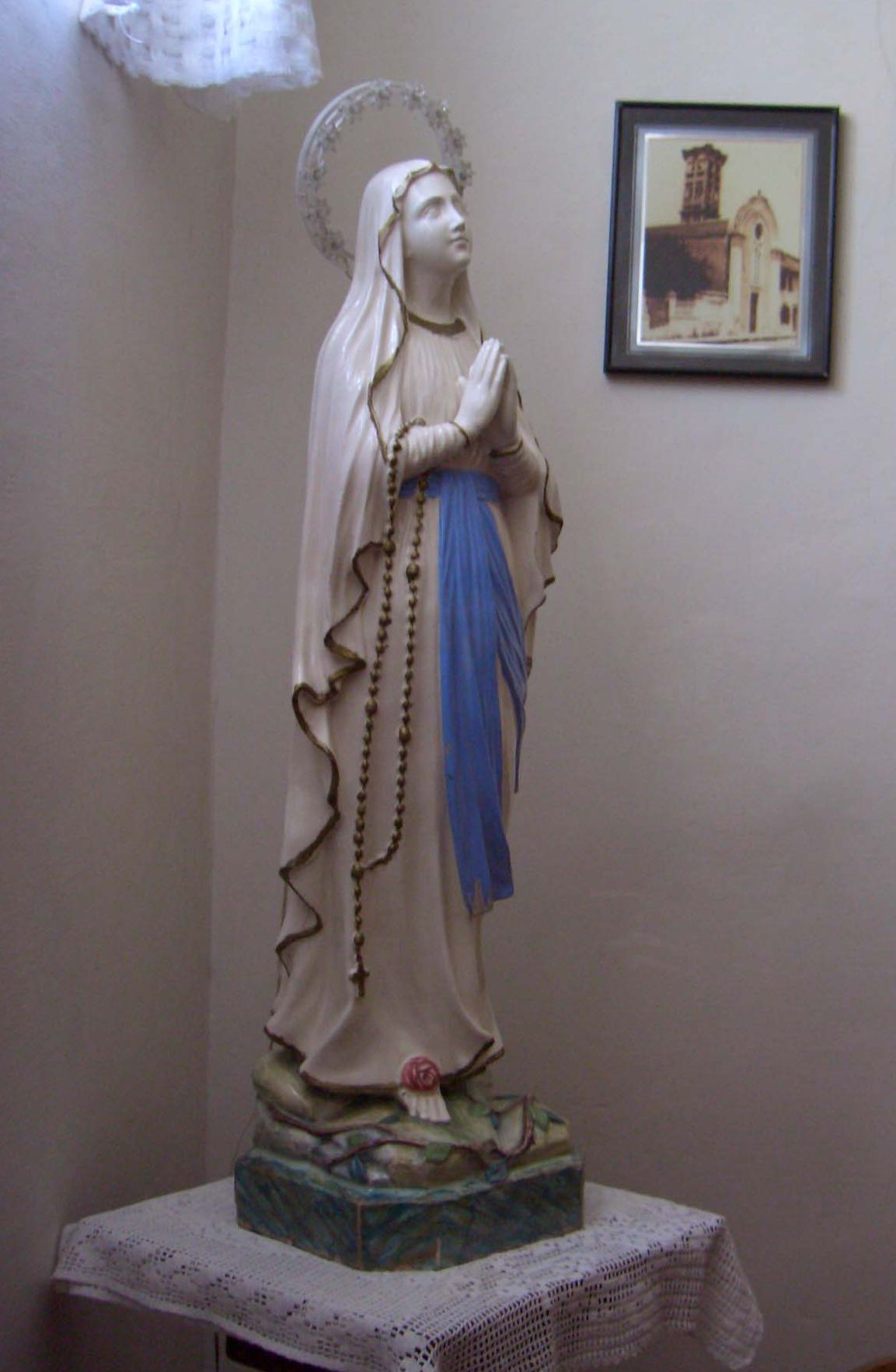
influencia Italiana
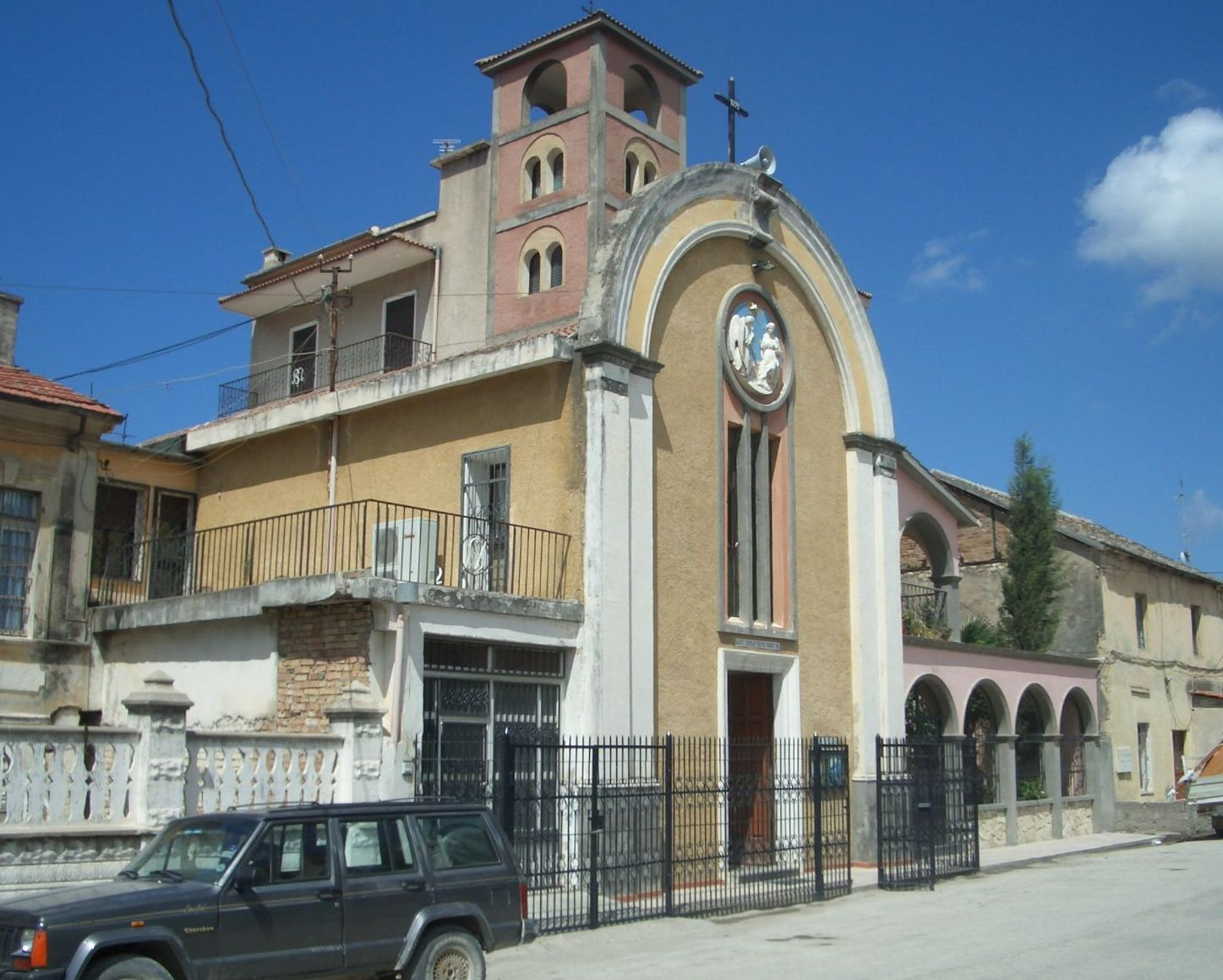
Fachada de iglesia católica en Vlora.

## Durante la guerra
Durante la Segunda Guerra Mundial (1939-1944), las condiciones para la creatividad en el campo del arte fueron limitadas. Sin embargo, se organizaron varias exposiciones. La más importante fue la de 1943, con la participación de los mejores artistas del país. Otras actividades han sido las exposiciones personales.
De este periodo quedan restos que se han convertido en elementos escultóricos, ocasionalmente monumentos. Es el caso del avión sobre el castillo Gjirokastr (40°04′49″N 20°08′18″E / 40.0801494, 20.1382971)
Algunos de los albaneses que lucharon en la 2.ª Guerra Mundial se convirtieron en héroes nacionales y monumentos en su memoria fueron levantados en todas las ciudades de Albania. Son los llamados Memoriales de guerra en cementerios, como el Monumento a la Madre Albania en Tirana.

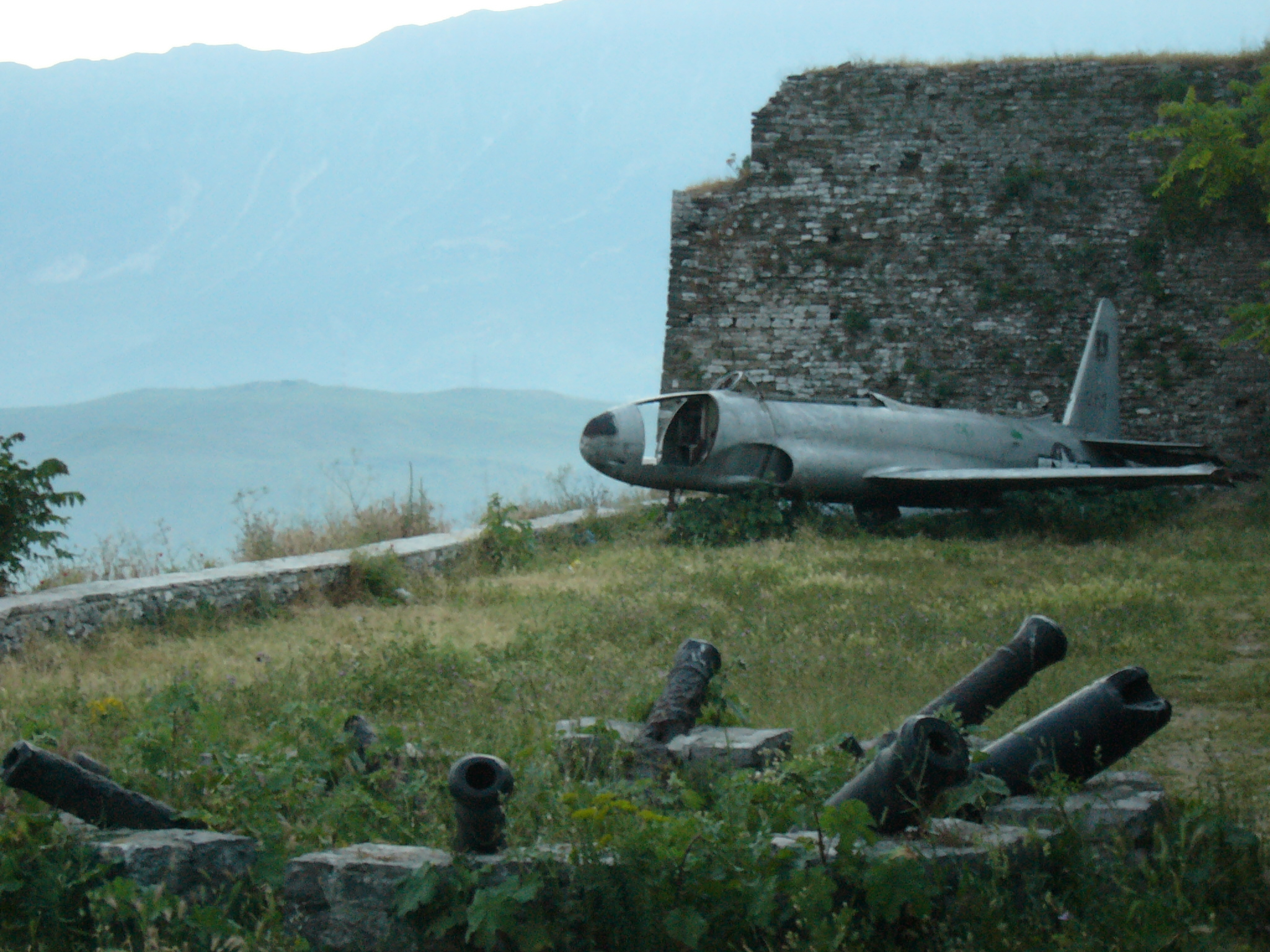
Avión americano de la 2.ª Guerra mundial en el castillo de Girokaster
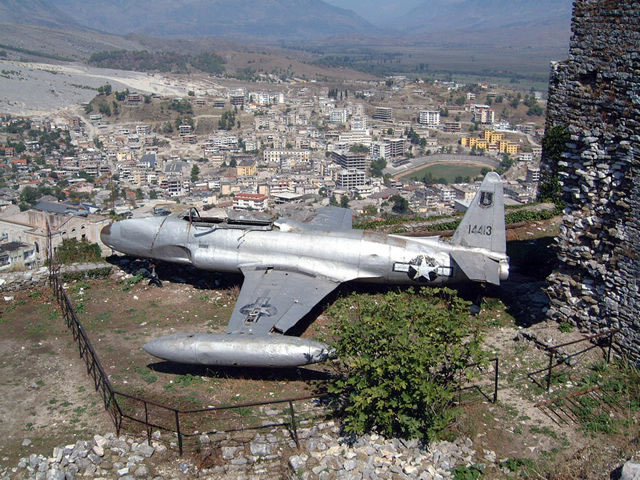
El avión de Girokaster recientemente

## Escultura después de 1945: Albania comunista
El primer evento en el campo de las Bellas Artes, después de la liberación del país, es la exposición nacional, inaugurado en abril de 1945, en Tirana. Al cierre de esta edición se llamó "la primera exposición nacional, negando así a la de 1931 y otras posteriores. Así que la tendencia se hizo evidente: empezar "todo a partir de cero" en el arte. A la exposición no se invita a la personalidad más destacada del arte , Odhise Paskali, porque Todavía no se conocía su posición ante el régimen.
Exposición de 1945 y, especialmente, a los otros que posteriormente abrió, con domicilio social y dirección de arte nueva de Albania, la única forma admisible de los estados comunistas, método del realismo socialista.

### Escultores de la Albania comunista

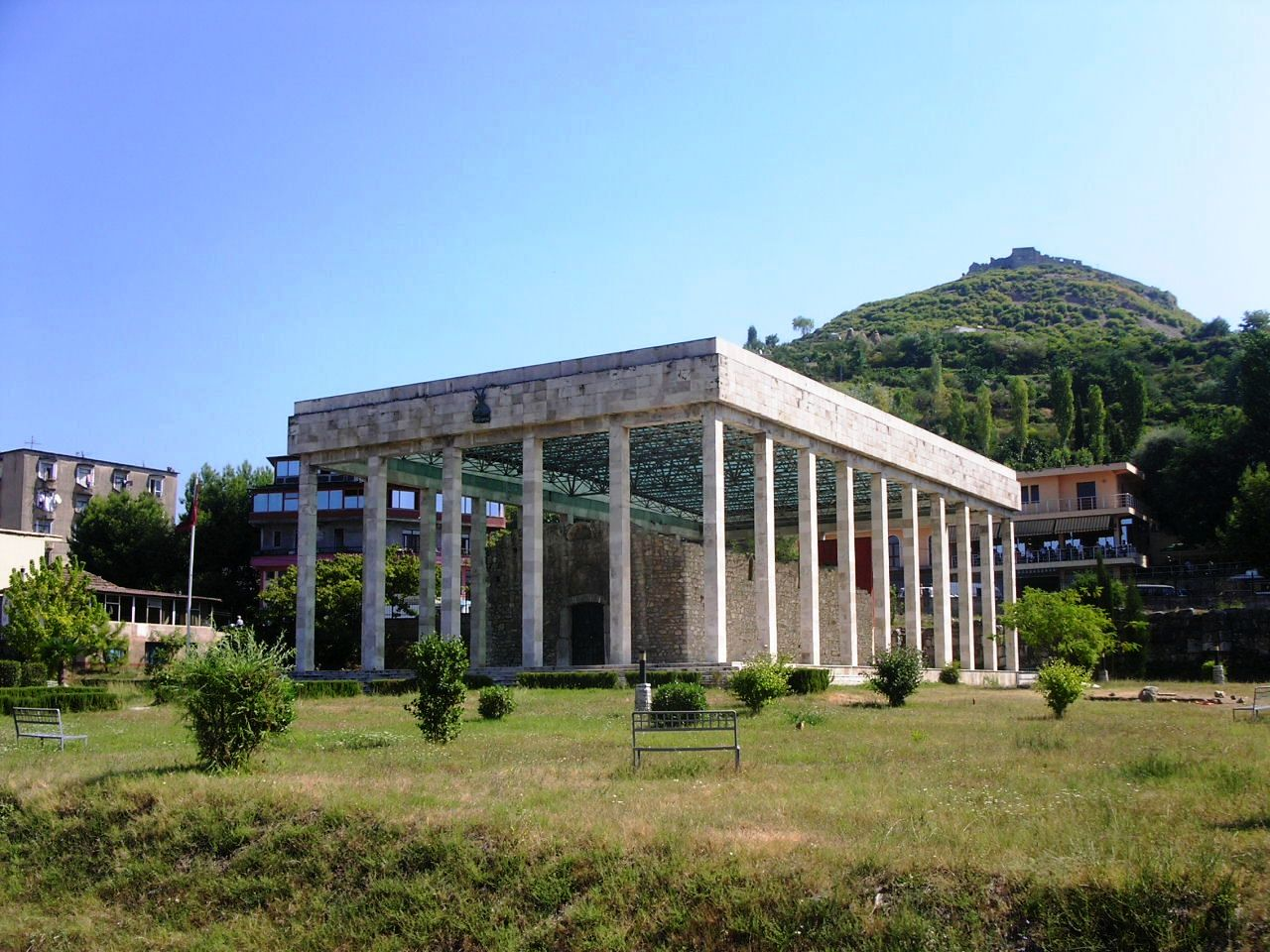
Tumba de Skandebeg en Lezhë.

| - Odhise Paskali (1903-1985) - Dhimiter Çani (1904-1990) - Janaq Paço (1914-1989) - Nexhmedin Zajmi (1916-1991) - Kristaq Rama (Nacido en 1932) - Genc Hajdari | - Muharrem Fejzo (Nacido en 1933) - Sotir Kosta (Nacido en 1936) - Muntaz Dhrami (Nacido en 1936) - Gavril Priftuli (Nacido en 1938) - Hevzi Nuhiu (Nacido en 1956) |

### Nacimiento de las instituciones artísticas
Después de 1945 el trabajo en el campo del arte se hizo más organizado con el establecimiento de instuciones.
En 1946 abrió la escuela secundaria artística para preparar dibujantes, pintores y escultores.
En 1954 se fundó la primera Galería Nacional de Arte, el sueño de varios años de artistas y aficionados al arte. Allí se recogen las mejores obras de la tradición y autores contemporáneos. 20 años más tarde se construye un nuevo edificio para la Galería, el que permanece actualmente y fue acompañado con la nueva Biblioteca Nacional. . El nuevo edificio es una sala abierta a los artistas extranjeros , entre los que encontramos reoresentados con sus obras a Rembrandt, Ticciano, etc.
Pintores, escultores, junto con otros artistas de teatro y cine, establecen su organización, llamada la “Liga de los artistas” a fin de "aunar esfuerzos para crear un nuevo realismo , el arte socialista ".
Los estudiantes que terminan la escuela secundaria artística en Tirana, continúan estudios en las Academias de Arte en la Unión Soviética y otros países del Este.
Es el caso de Shaban Hadëri y Kristaq Rama.
En 1960, cuando Albania rompió con la Unión Soviética, los estudiantes regresaron a casa y, en ese año, fue establecido en Tirana, el Instituto Superior de Arte (en la actualidad la Academia de las Artes de Tirana).
Varios años más tarde fueron abriendo las otras escuelas artísticas.
En las ciudades grandes también surgieron salas de exposiciones y galerías de arte.
Se crearon varios Museos Nacionales como el Museo de Arte Medieval en Korca, el Museo Arqueológico de Tirana y varios museos históricos como el Museo Skanderbeg en Kruja , donde se pintaron importantes frescos y donde se conservan numerosas obras de arte originales de gran valor.
Para el estudio y la creatividad de Bellas Artes y otras disciplinas artísticas, trabaja desde 1986 el Centro para el Estudio del Arte de la Academia de Ciencias Albanesa.

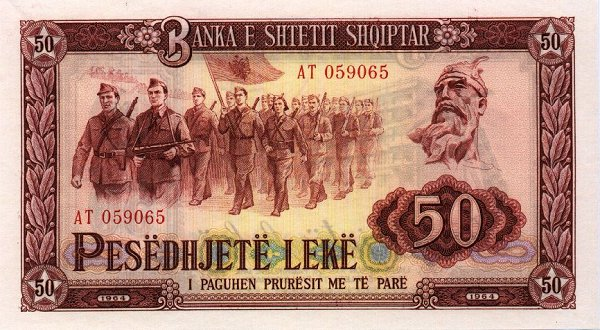
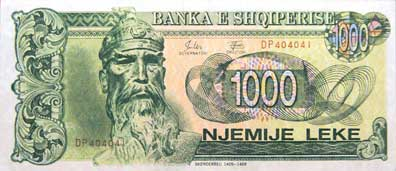
Busto de Skanderberg reproducido en un billete albanés
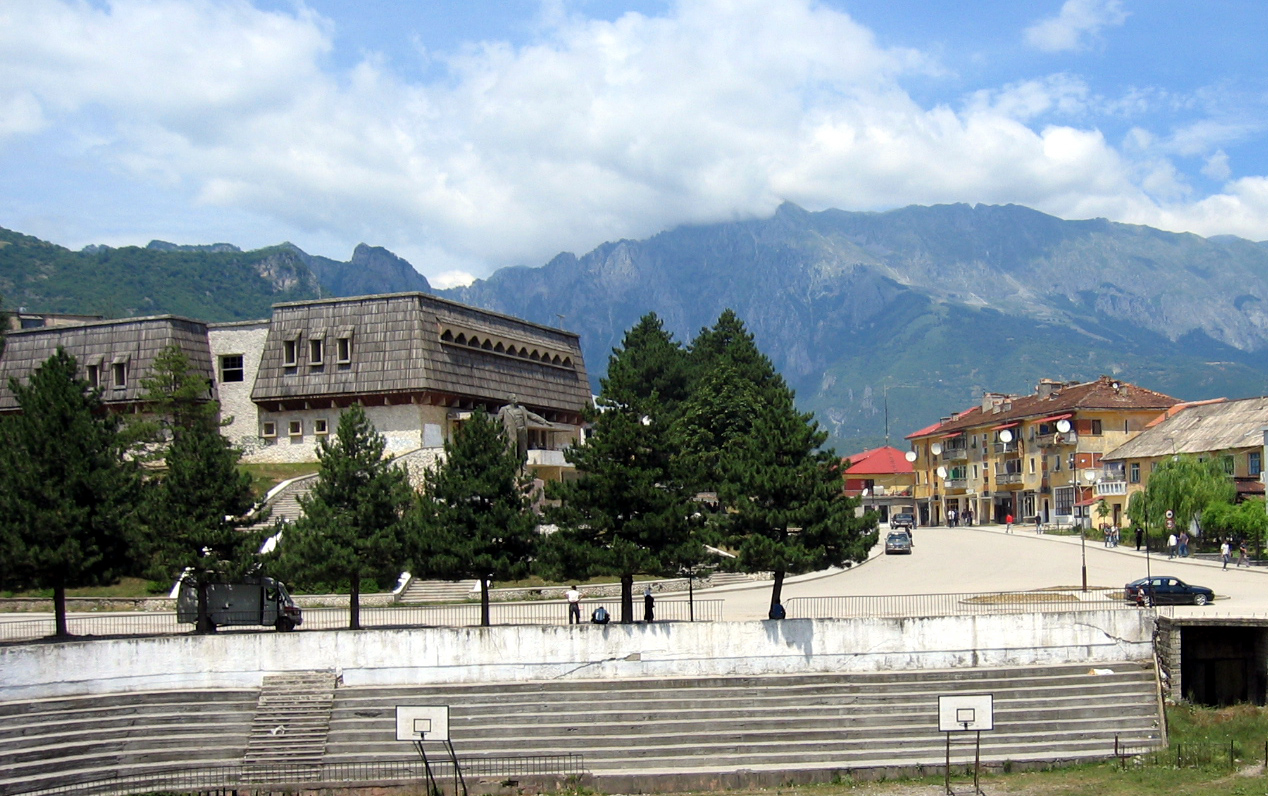
Monumento en la ciudad de Bajram Curri
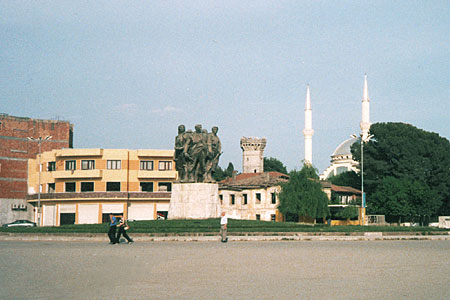
Monumento a los 5 héroes nacionales en Shkodër
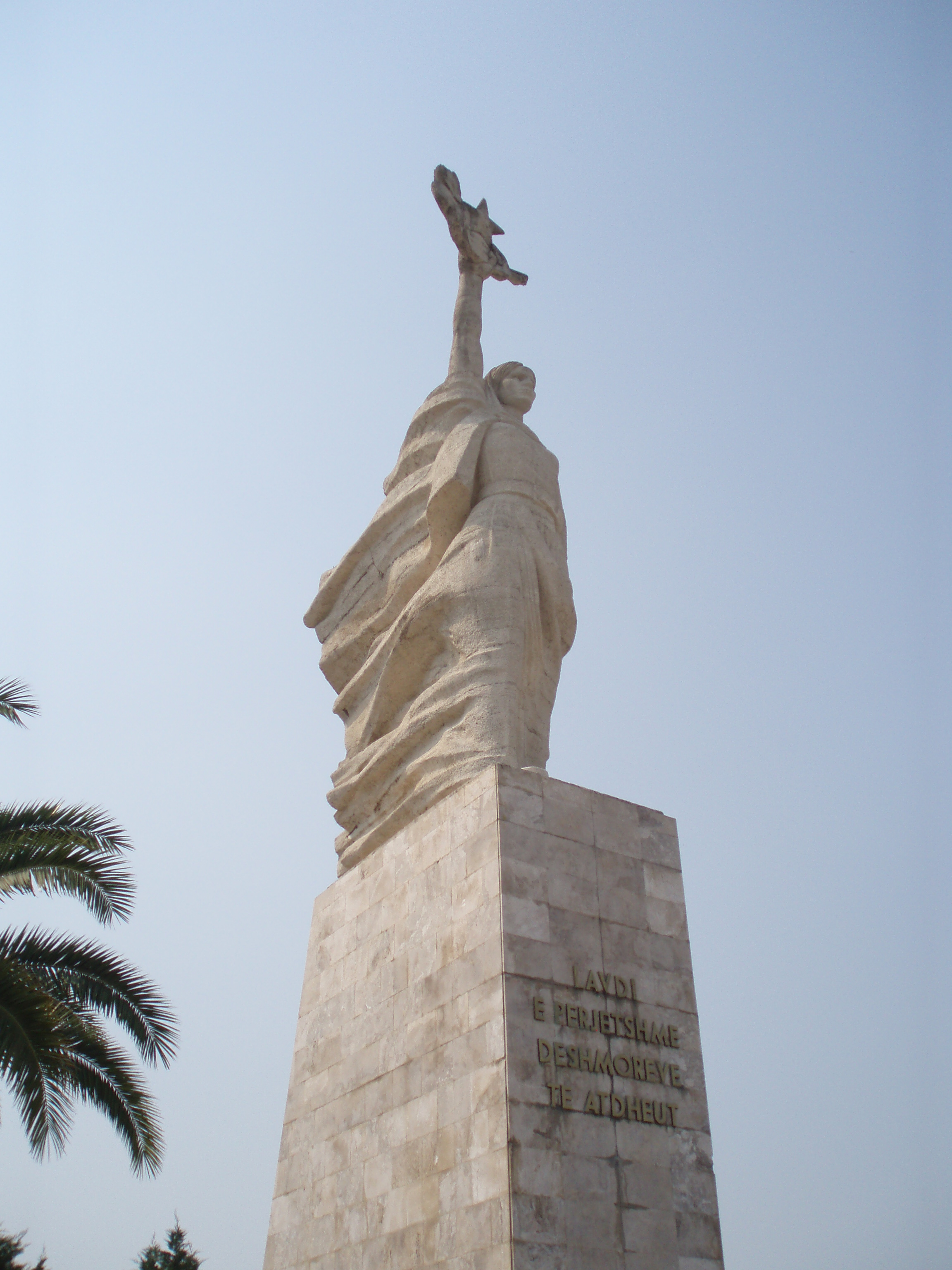
Monumento a la Patria en Tirana
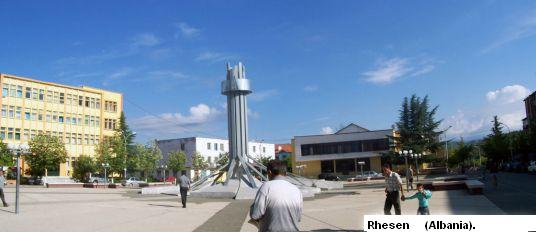
Monumento en Rrëshen
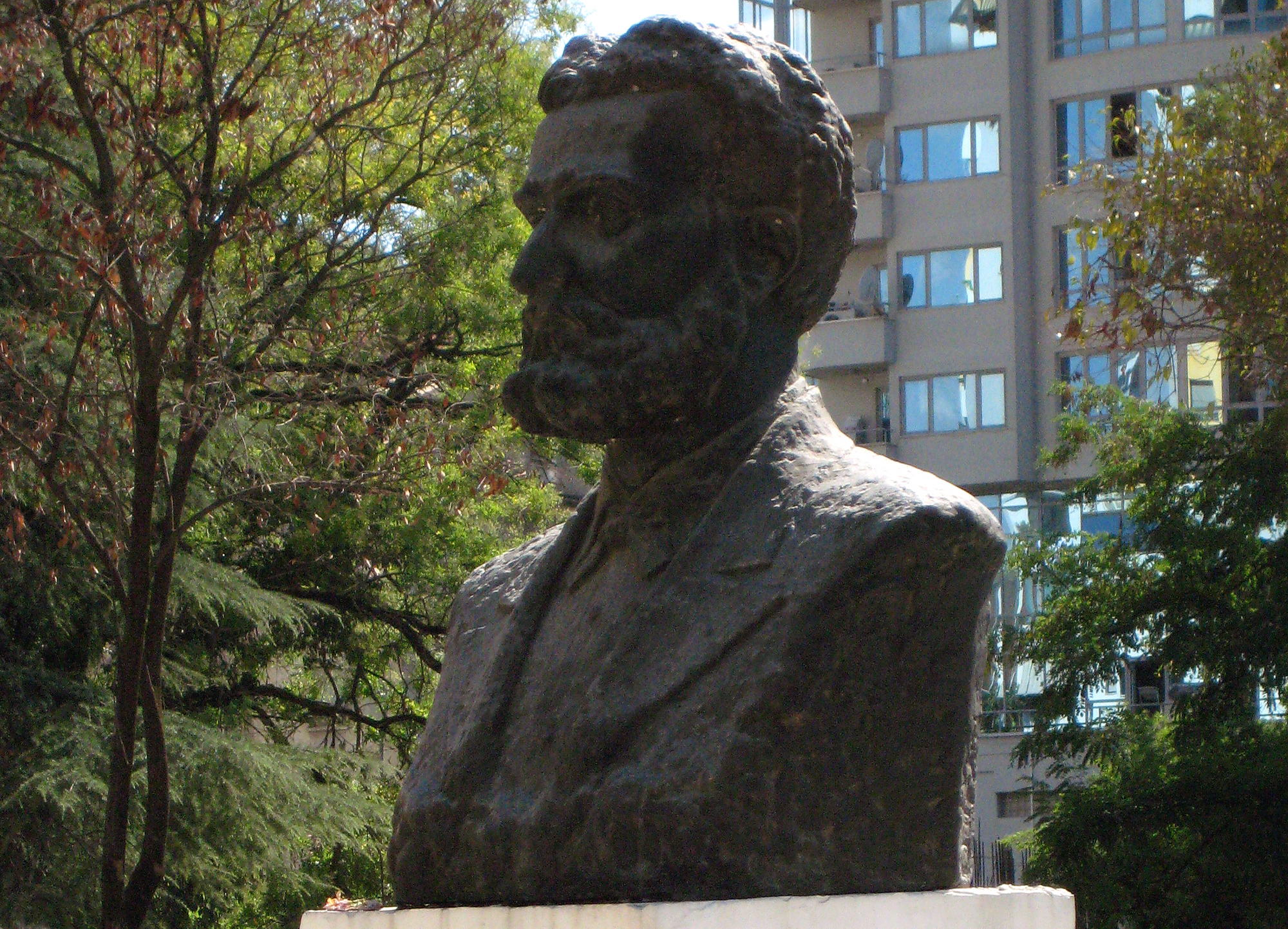
Busto de Abdyl Frashëri en Tirana
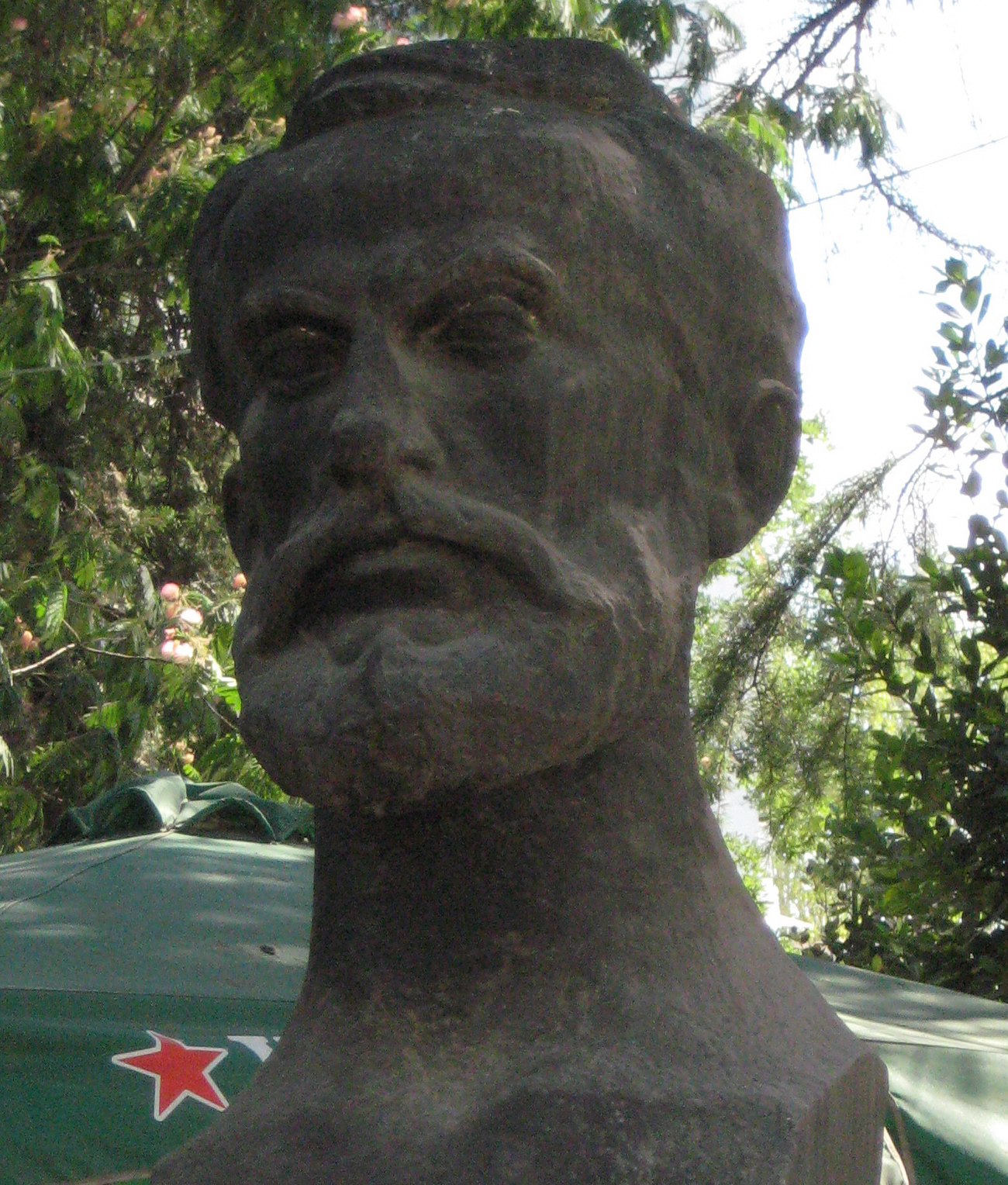
Sami Frashëri en Tirana
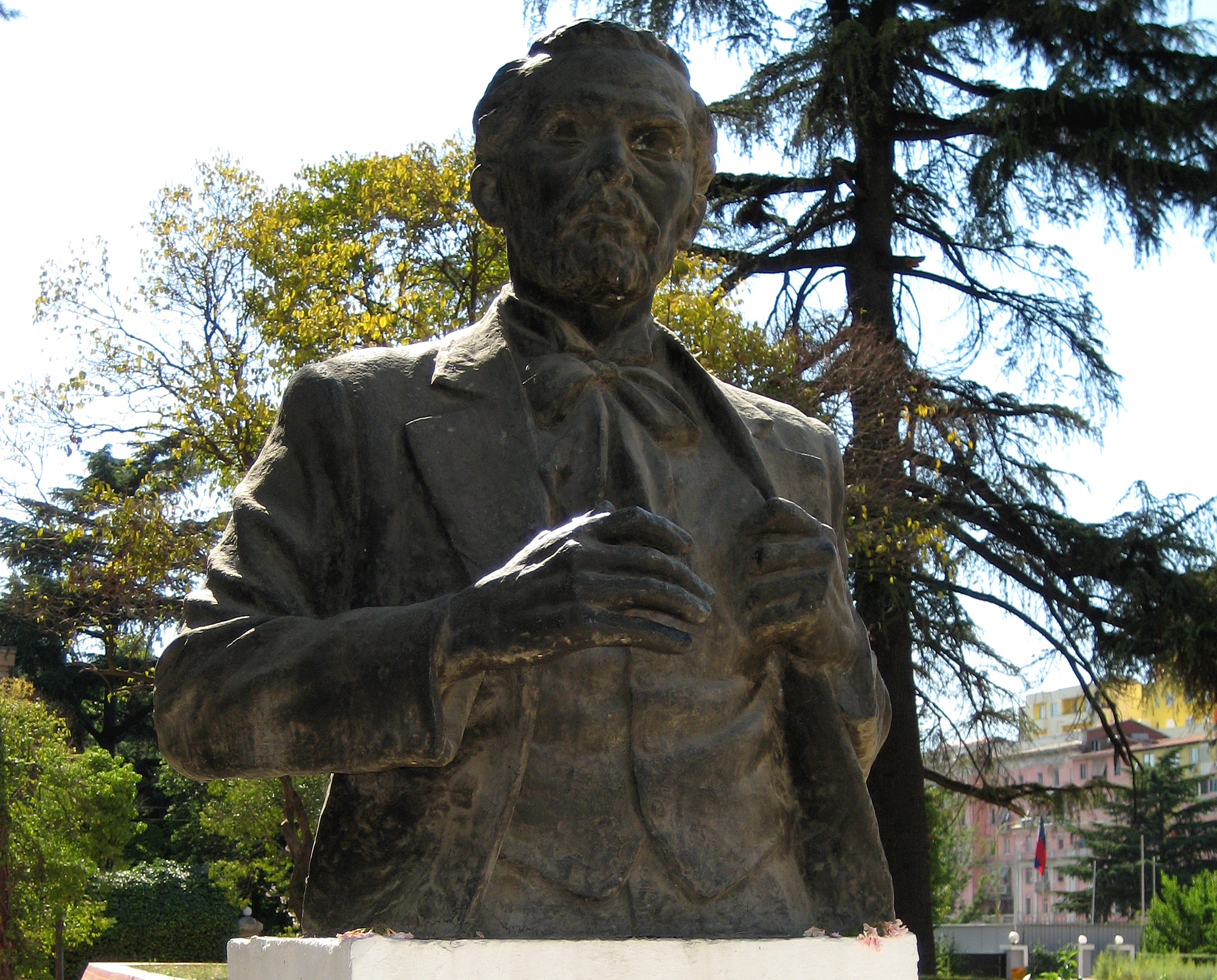
Naim Frashëri en Tirana
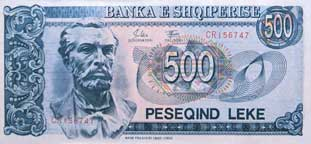
Busto reproducido en billete albanés
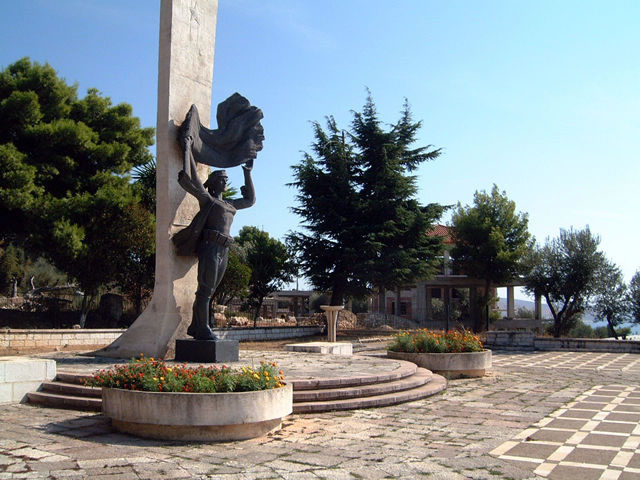
Partisanendenkmal an der Uferpromenade von Saranda
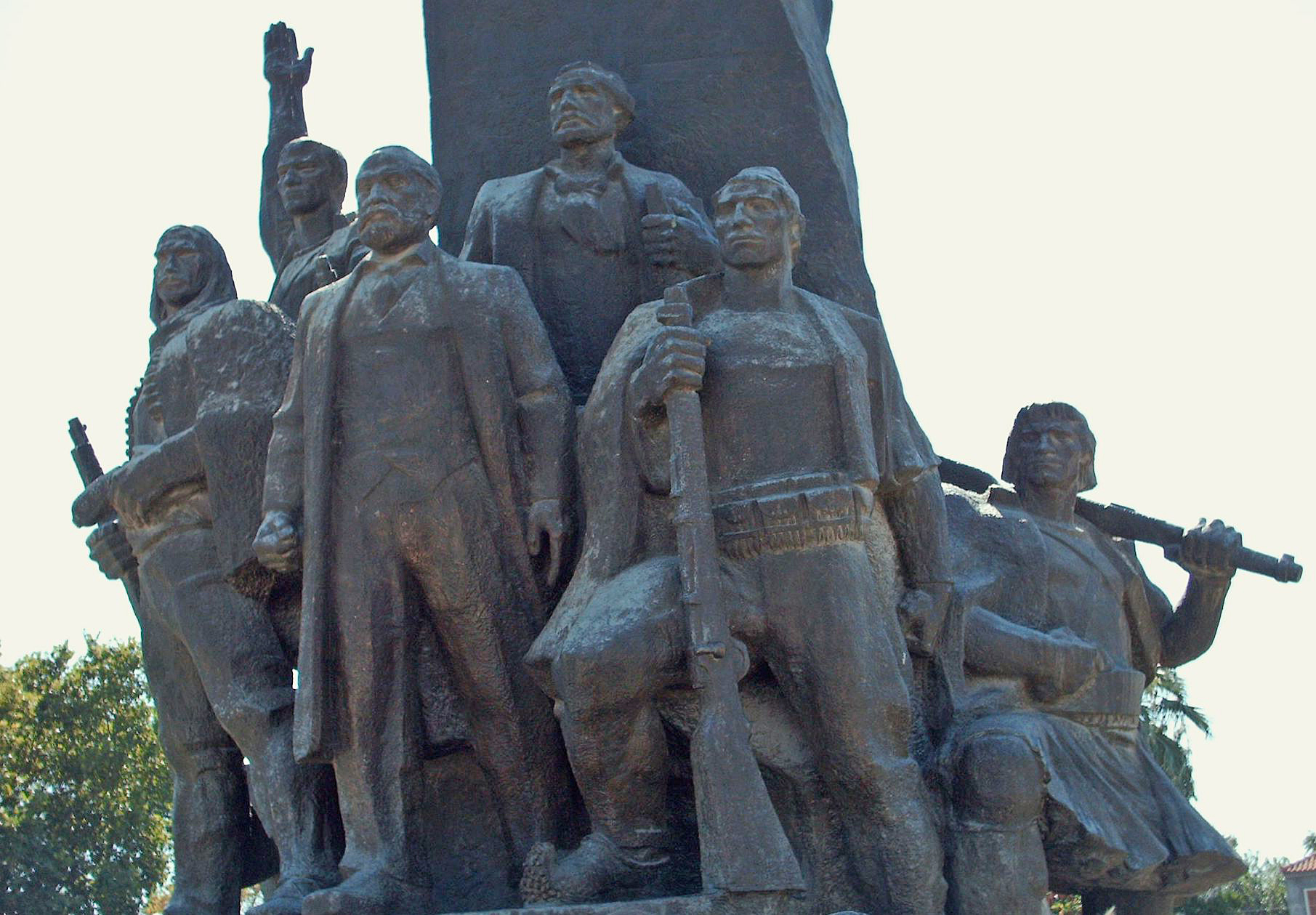
Monumento a la Independencia en Vlora (detalle)
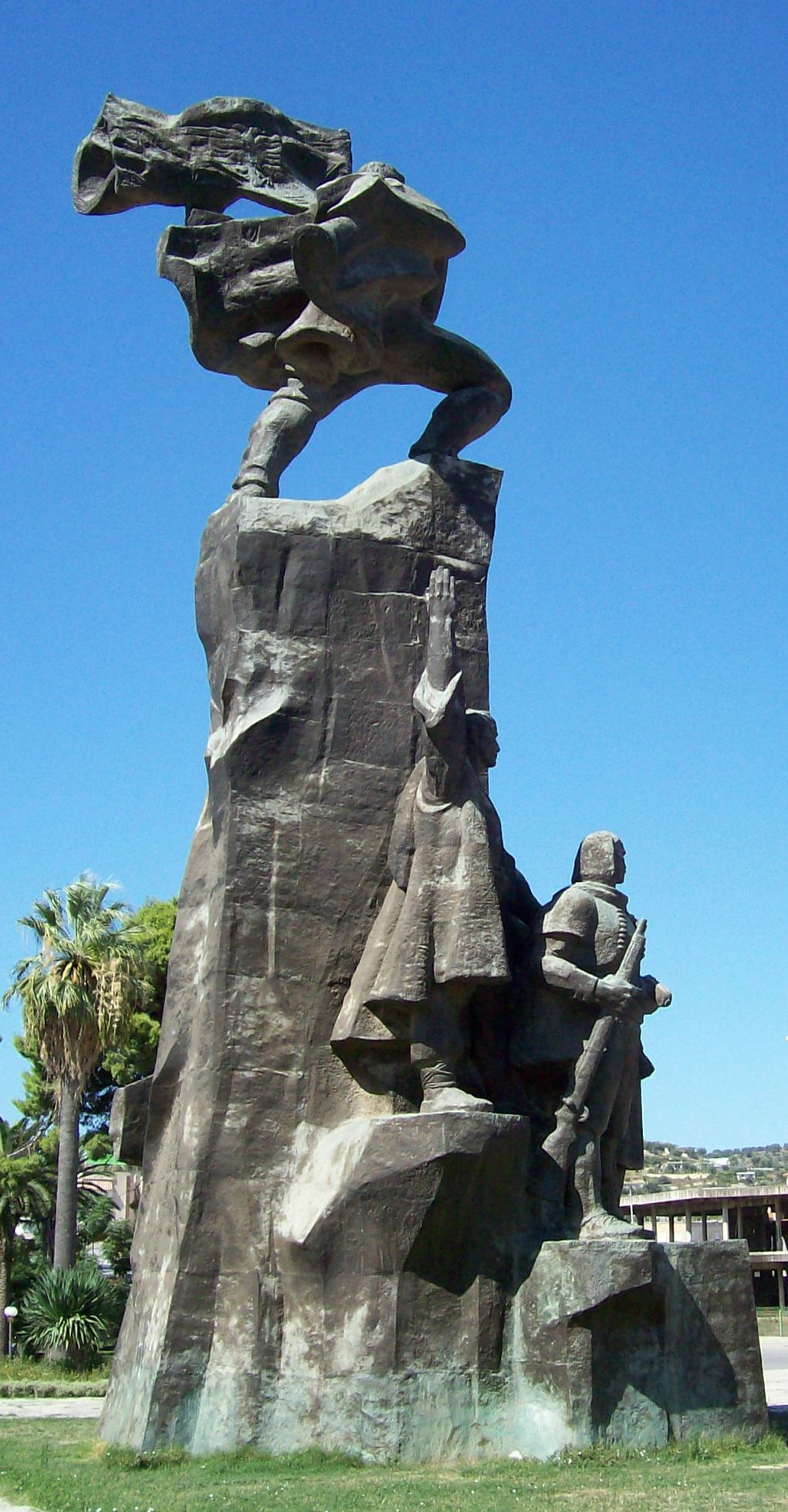
Monumento a la Independencia en Vlora (detalle)

### Exposiciones, concursos y monumentos nacionales
Desde 1945, casi cada año se organizan exposiciones de Bellas Artes.
El caso más importante llamada con el aniversario de la Liberación y otros eventos nacionales.
También se organizan numerosos concursos nacionales.
El primer concurso fue anunciado en 1948 sobre la creación del monumento de Skanderbeg.
De esta competencia ganó el escultor Janaq Paco (1914-1989) , su boceto se llevó al bronce 10 años después y se instaló en la ciudad de Kruja el (28 de noviembre de 1959). 
Después de la Liberación el más importante de desarrollo se produjo en las esculturas monumentales. En pocos años se establecen algunas obras.
Las creaciones más importantes evaluadas , el monumento ecuestre de Skanderbeg en Tirana (1968) con los autores Odhise Paskali, A. Pascal, Andrea Mana, J. Mano, Janaq Paço; “Monumenti i Pvarësisë” en Vlorë (1972) de K. Paco; "monumento Pvarësisë" en Vlora (1972) de los escultores Kristaq Rama, M. Rama, Muntaz Dhrami, Sh. Dhrami, Shaban Hadëri y algunas estatuas de septiembre y otros monumentos de Ju. Thomai, P. Thomas, P. Culi, H. Culi, H. Dule, F. Dule, F. Dushku, A. Dushku, Andrea Mana etc.
Después de los años 60 en Albania , la influencia en la escultura albanesa no sólo vino de occidente, también vino de los países del este.
En los años 70 tres generaciones de maestros artistas estuvieron listos para preparar a los jóvenes artistas.
El primer grupo llegó de las academias de Occidente, el segundo se preparó en las escuelas de los países del Este, y el tercero se había preparado en la Academia de Tirana.
El Realismo socialista era el estilo oficial. sin embargo parece existir una doble vía: la oficial, y la experimental del taller del artista.
También surgieron fricciones entre aquellos que habían sido formados de forma oficial y los que mostraron un talento natural.
Sobresale por la calidad artística, Sali Shijaku (n. 1933). pintor, ceramista y escultor.
En 1971, se presentó la exposición Primavera. Fue un intento de cambiar los estrictos engranajes del sistema albanés. Pero el golpe en su contra fue inmediato

## La década de 1990
La caída del régimen queda marcada por el derribo de las estatuas monumentales de Enver Hoxha,
Periodo de gran inestabilidad. Muchos emigraron hacia Italia o Grecia.

## Escultores de la democracia
Los principales representantes de la escultura actual de Albania son:
- Artan Peqini
- Genc Mulliqi: Director de la Galería Nacional y profesor de la Academia
- Pjetër Frroku: vive en Creta.
- Vladimir Llakaj: Profesor en la Academia de Bellas Artes de Tirana
- Pjeter Vukaj
- Genti Tavanxhiu
- los hermanos Ilirian Xhixha y
- Helidon Xhixha

También siguen activos algunos de los representantes del anterior periodo. Es el caso de Muntaz Dhrami, que ha ejecutado un retrato en bronce de la Madre Teresa, para la Universidad de Tirana.
-Las esculturas retiradas: Los grandes bloques de bronce permanecen almacenados. Con el tiempo serán desplazados (el Monumento a los cinco héroes nacionales) y muchos están a la espera de ser fundidos en nuevas piezas.
-Nuevas temáticas. Las figuras monumentales han tomado nuevas temáticas, nuevos personajes toman prioridad en las estatuas: la primera Teresa de Calcuta, y después toda una serie de personajes históricos del pasado, que de algún modo han marcado la cultura albanesa. Ali Pachá en Tepelena
-Las esculturas de Shkodra: La ciudad muestra una alta actividad, con la celebración de importantes eventos internacionales, centrados en la escultura pública. La utilización de esculturas para controlar el tráfico de la ciudad, sustituyendo a unos inexistentes semáforos.
-Las casas pintadas de Tirana. el alcalde de la ciudad, formado como escultor en la academia, ha mostrado una especial forma de incluir la intervención artística en la ciudad

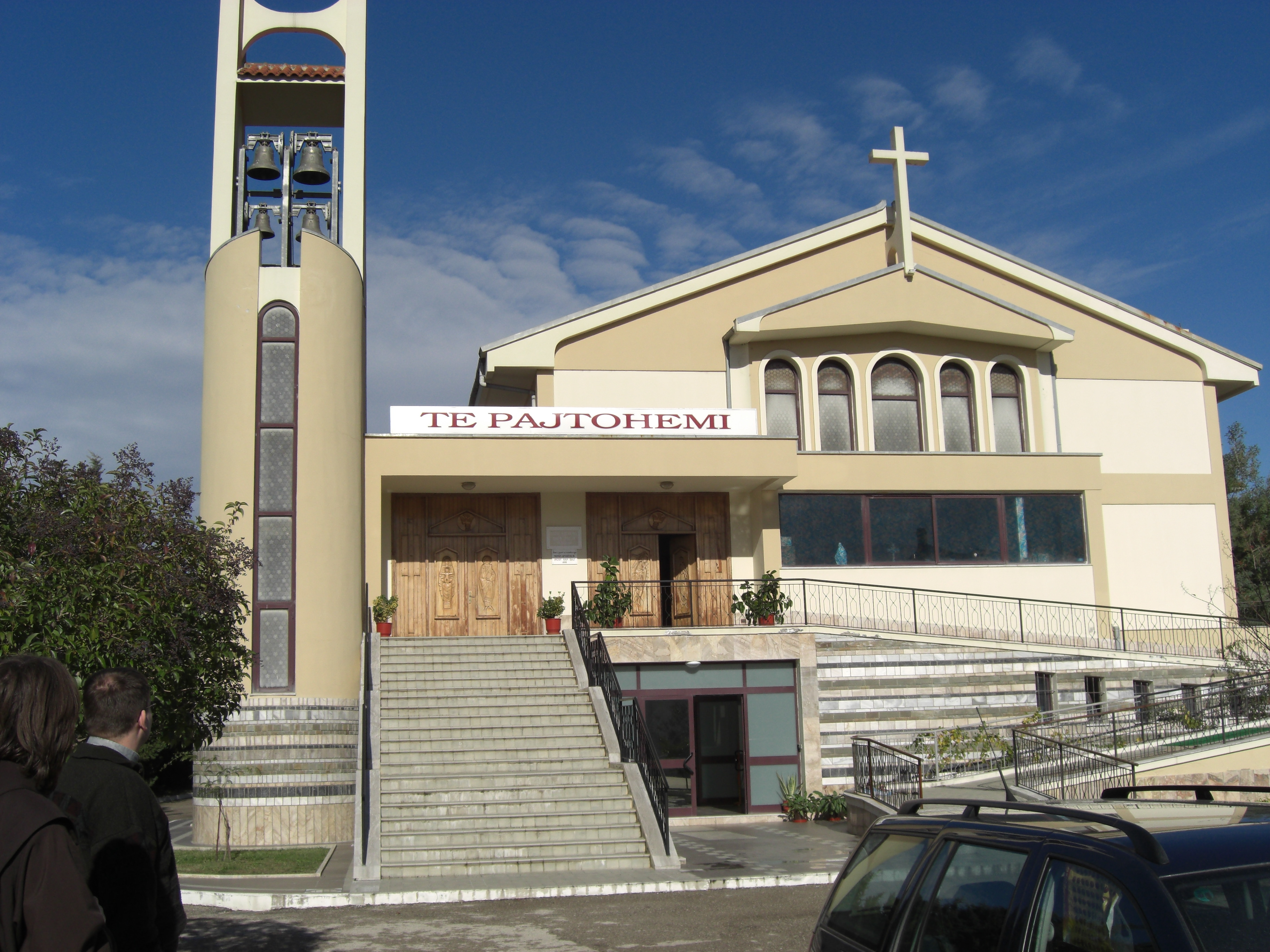
Puertas talladas en una iglesia católica en Elbasan
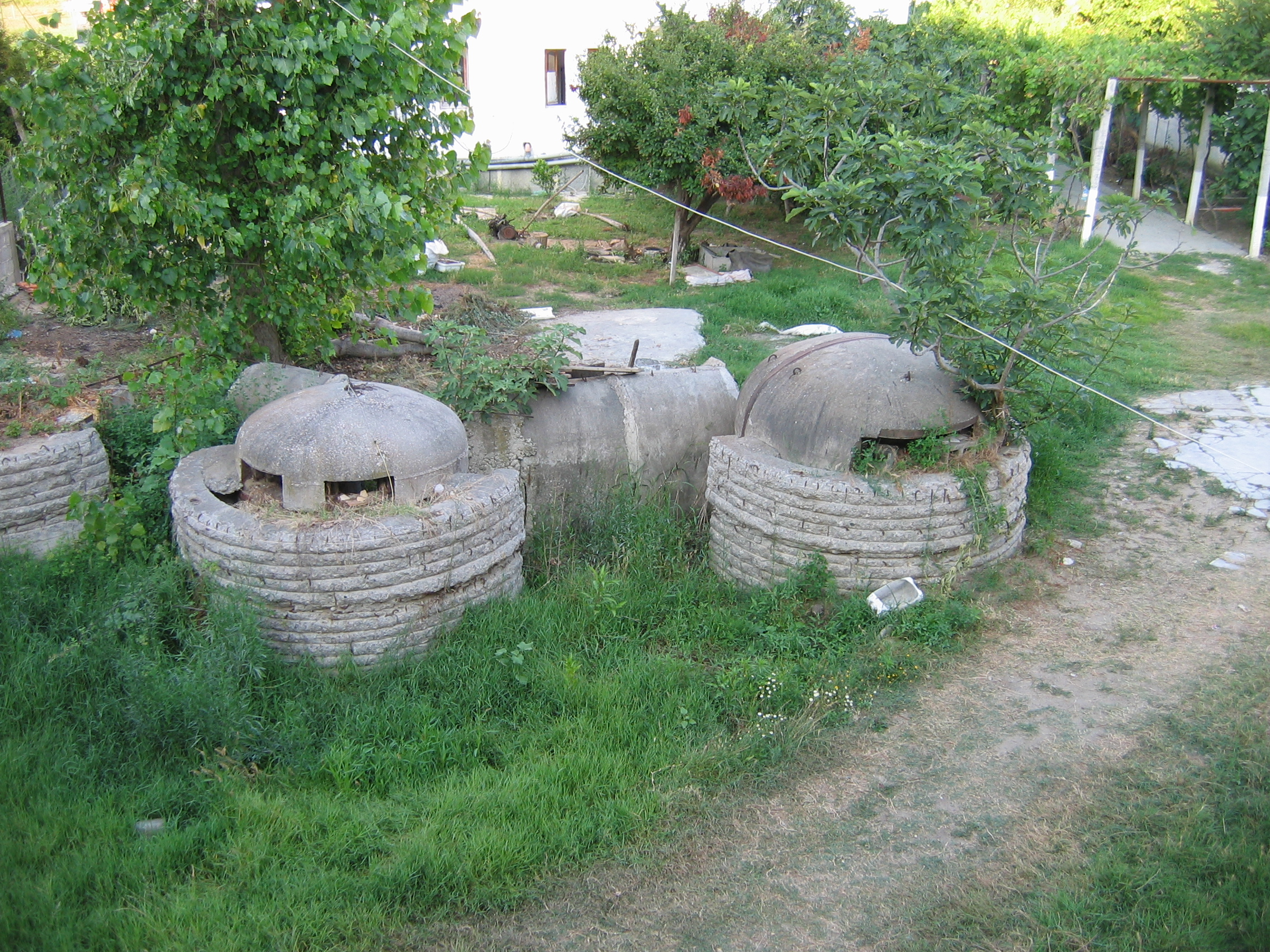
Casamata en la ciudad de Durrës
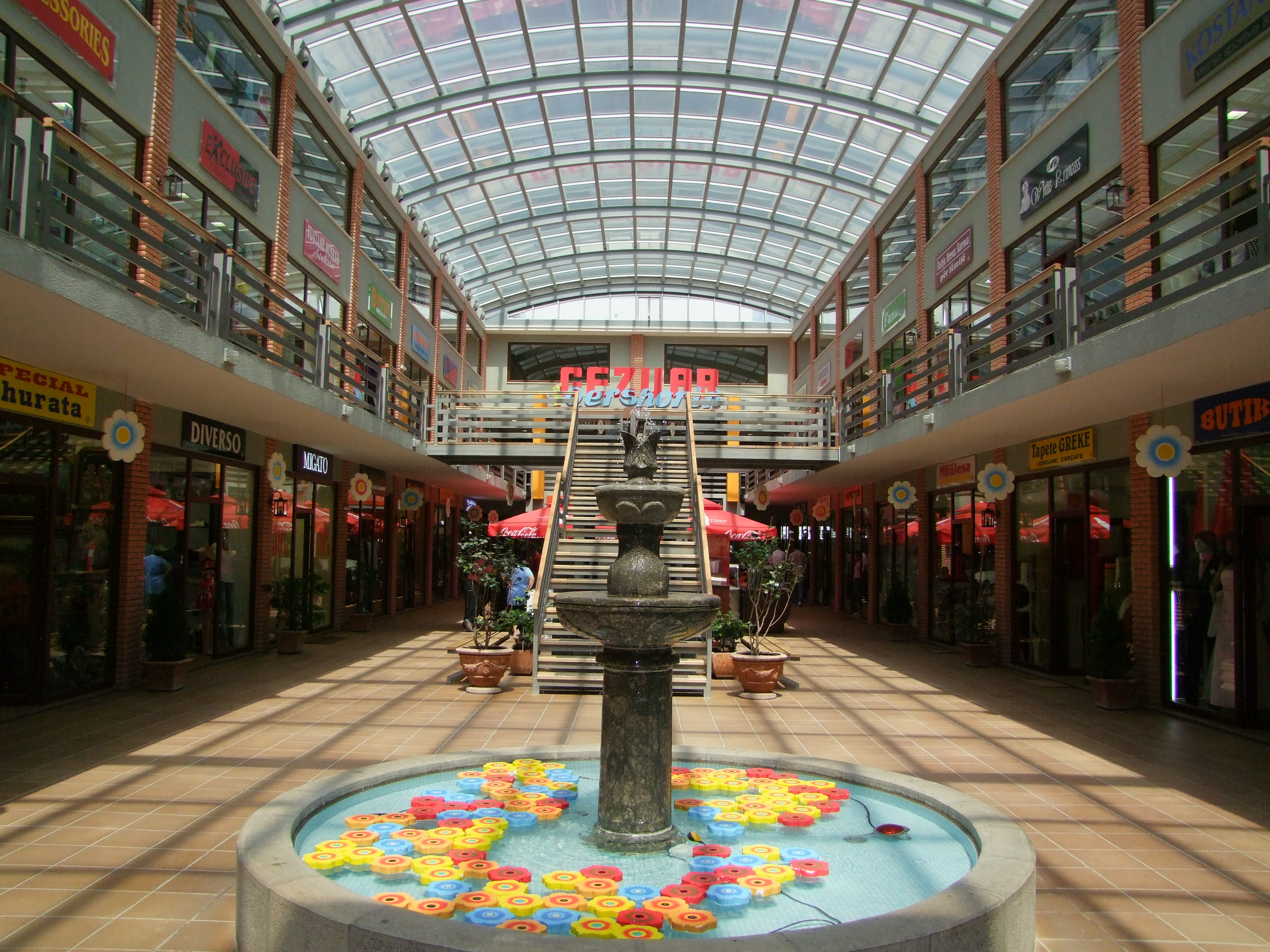
Fuente en un centro comercial de Korçë
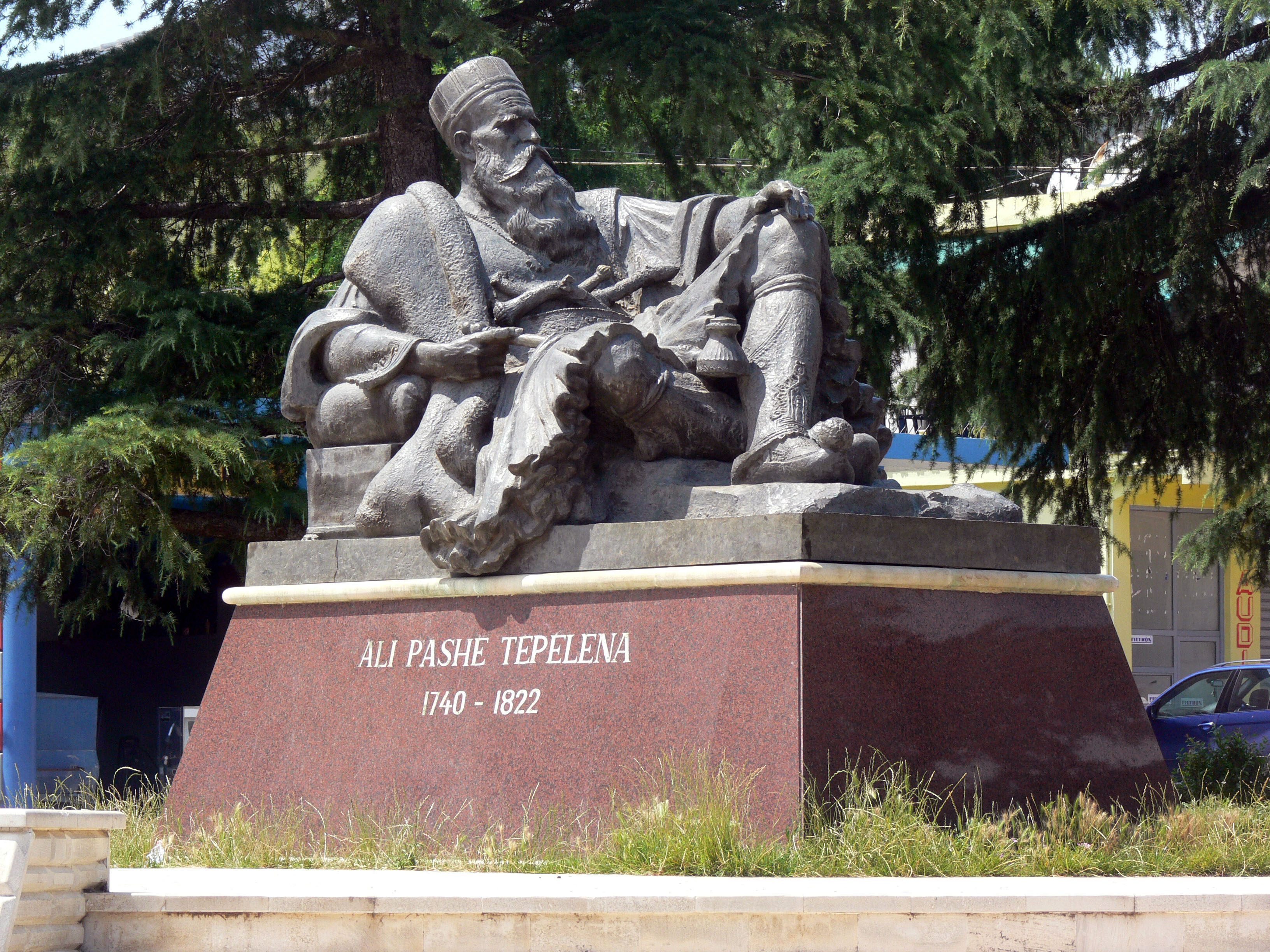
Monumento a Ali Pachá en Tepelena, obra de Muntaz Dhrami
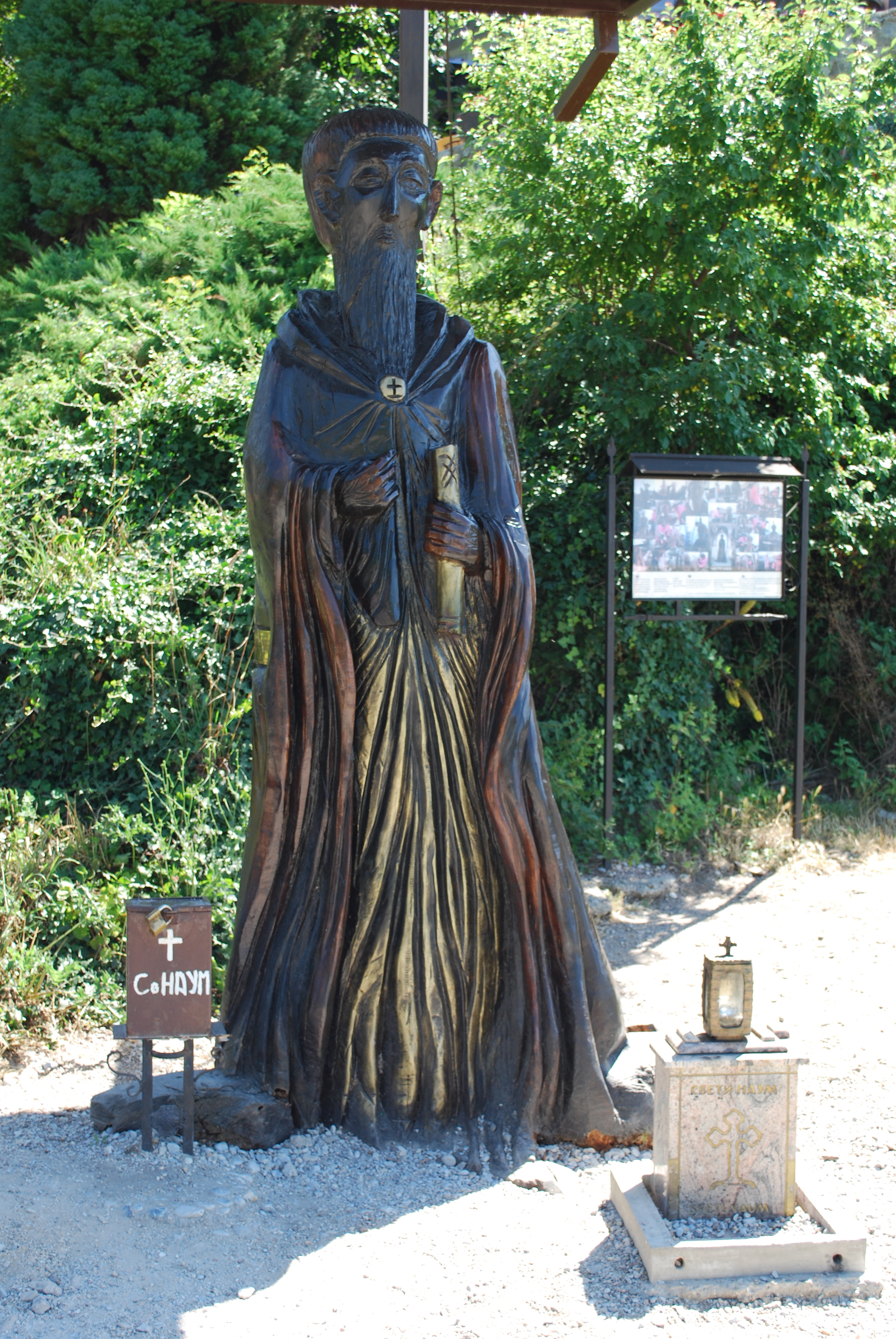
Escultura de San Naum en Ohrid
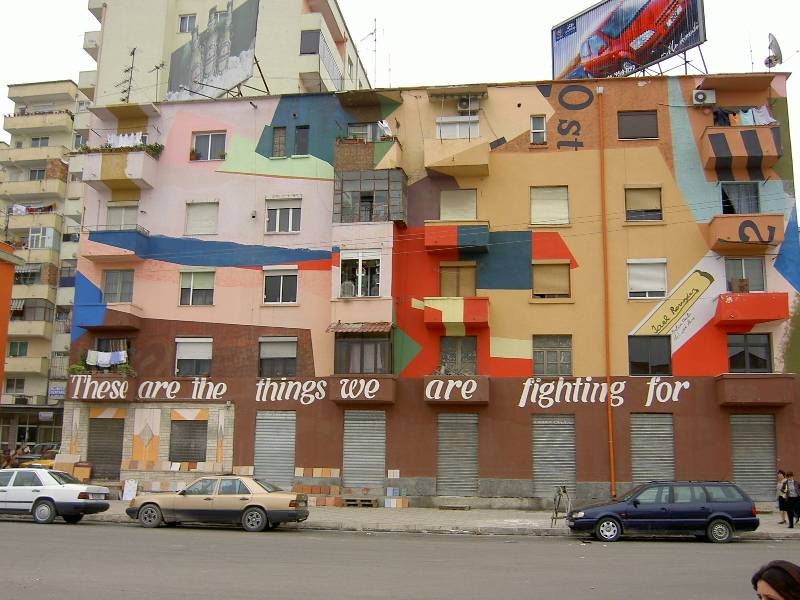
Edificios pintados de Tirana
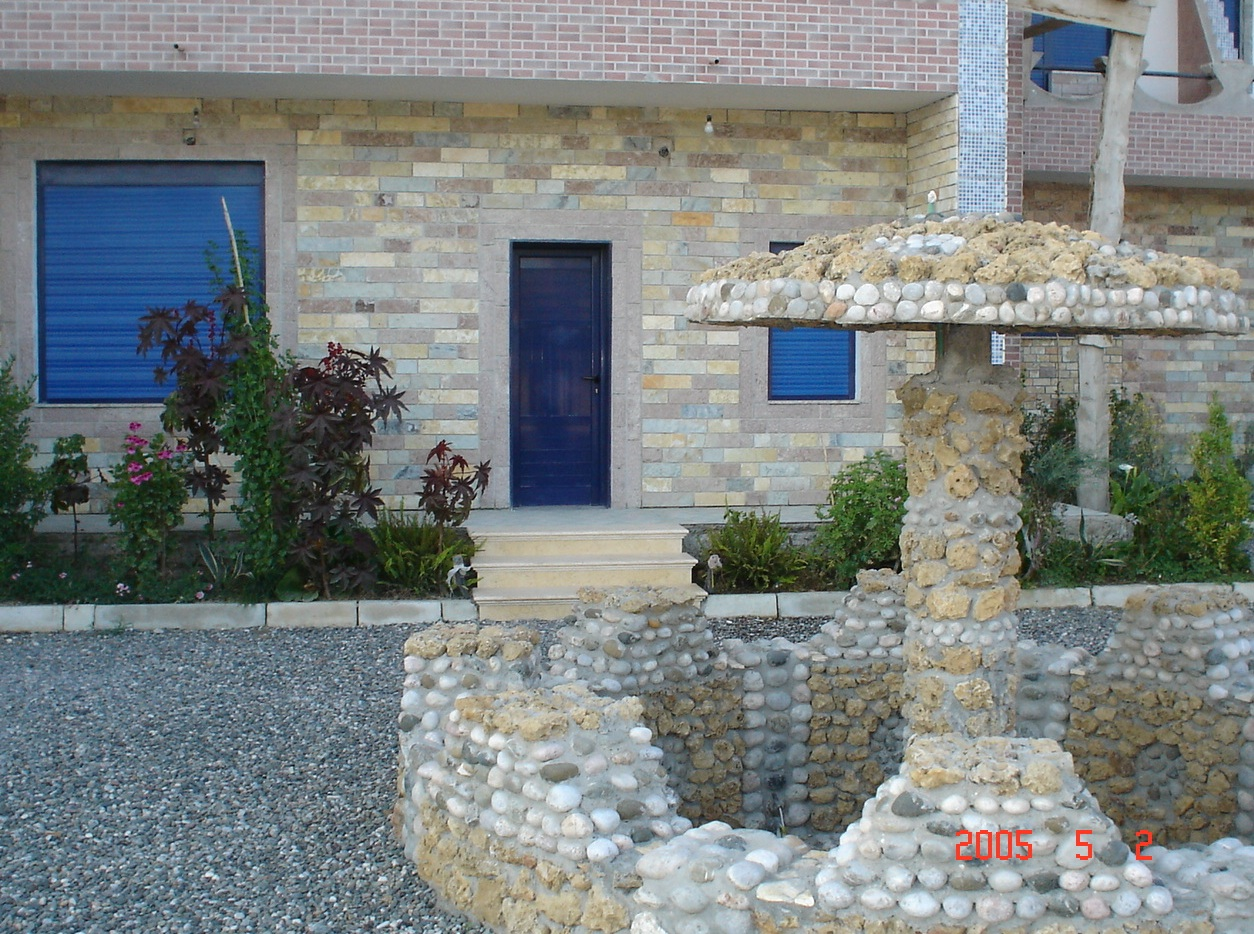
en Sarandë